# Brive-la-Gaillarde
Pour les articles homonymes, voir Brive (homonymie) et Gaillarde (homonymie).
Pour l’article ayant un titre homophone, voir Brives.
Brive-la-Gaillarde, couramment appelée simplement Brive, est une commune du Sud-Ouest de la France, sous-préfecture de la Corrèze, en région Nouvelle-Aquitaine. C'est la ville la plus peuplée du département. Les habitants de Brive sont appelés les Brivistes,.

## Géographie
Située dans le sud-ouest du département sur la Corrèze, Brive-la-Gaillarde en est la principale ville et l'une des deux sous-préfectures ainsi que le centre de l'aire urbaine de Brive et de son unité urbaine. Un pont en bois enjambait la Corrèze, dit le pont du Buis. Au XVe siècle, un pont de pierre à 13 arches traversait les marais (guierles : îles marécageuses) plus proches de la cité — Au XVIIIe siècle le maire « perpétuel » de Brive, Joseph Dubois, grand voyer de France au château de Versailles, frère du cardinal Dubois, fit assécher les abords de la Corrèze, détruire le pont à 13 arches et reconstruire un pont à trois arches dit le pont Cardinal, légèrement plus éloigné du centre-ville mais toujours sur la voie d'entrée Paris-Brive.

Vue panoramique de Brive-la-Gaillarde depuis la gare.

### Communes limitrophes
Les communes limitrophes sont Chasteaux, Cosnac, Jugeals-Nazareth, Lissac-sur-Couze, Noailles, Saint-Pantaléon-de-Larche, Ussac et Malemort.
| Ussac                       | Ussac              | Malemort         |
| Saint-Pantaléon-de-Larche   | Brive-la-Gaillarde | Cosnac           |
| Lissac-sur-Couze, Chasteaux | Noailles           | Jugeals-Nazareth |

### Relief et géologie
Le bassin de Brive est situé entre le Massif central et le Bassin aquitain (Causse corrézien). Ce bassin sédimentaire est constitué de grès, calcaires, granites et schistes qui par leur diversité enrichissent le patrimoine agricole.

### Hydrographie
Brive est traversée par la Corrèze qui finit son voyage au sortir de Brive en se jetant dans la Vézère au pont autoroutier de Granges laquelle ira confluer plus loin avec la Dordogne à Limeuil. Corrèze veut dire celle qui court, en effet elle prend sa source, avec sept autres rivières, dans le plateau de Millevaches (la partie la plus haute de la Corrèze autour de 900 m), alors que Brive se trouve dans la partie la plus basse environ 110 m d'altitude.
Le ruisseau de Planchetorte rejoint la Corrèze en rive gauche à Brive, le long de l'autoroute A20.

### Voies de communication et transports

#### Voies routières
Brive-la-Gaillarde est desservie par l'A20 (reliant Vierzon à Montauban sur le grand axe Paris-Toulouse), avec 3 sorties : 49, Brive-est ; 50, Brive-centre et 51, Brive-ouest (dans le sens Paris-Toulouse), et par l'A89 (reliant Bordeaux à Lyon).
Les routes départementales D1089, permettant de se rendre à Tulle et Ussel, et D6089, permettant d'aller à Périgueux, desservent Brive. Elles représentent l'ancienne route nationale 89, déclassée en 2005. Un contournement nord, en partie en 2×2 voies, a été aménagé, entre la sortie 49 de l'A20 et l'est de l'agglomération.

#### Transports en commun

##### Avion
L'aéroport de Brive-Souillac, qui a pris la relève de celui de Brive-Laroche (code AITA : BVE), est opérationnel depuis juin 2010.
Il permet de desservir Paris-Orly, Londres Stansted, Porto et Ajaccio. De nombreux vols charters (vols vacances) sont également opérés chaque année (Andalousie, Crête, Italie, Monténégro, Malte…). L’objectif de l’aéroport est de passer à 100 000 passagers en 2022.

##### Train

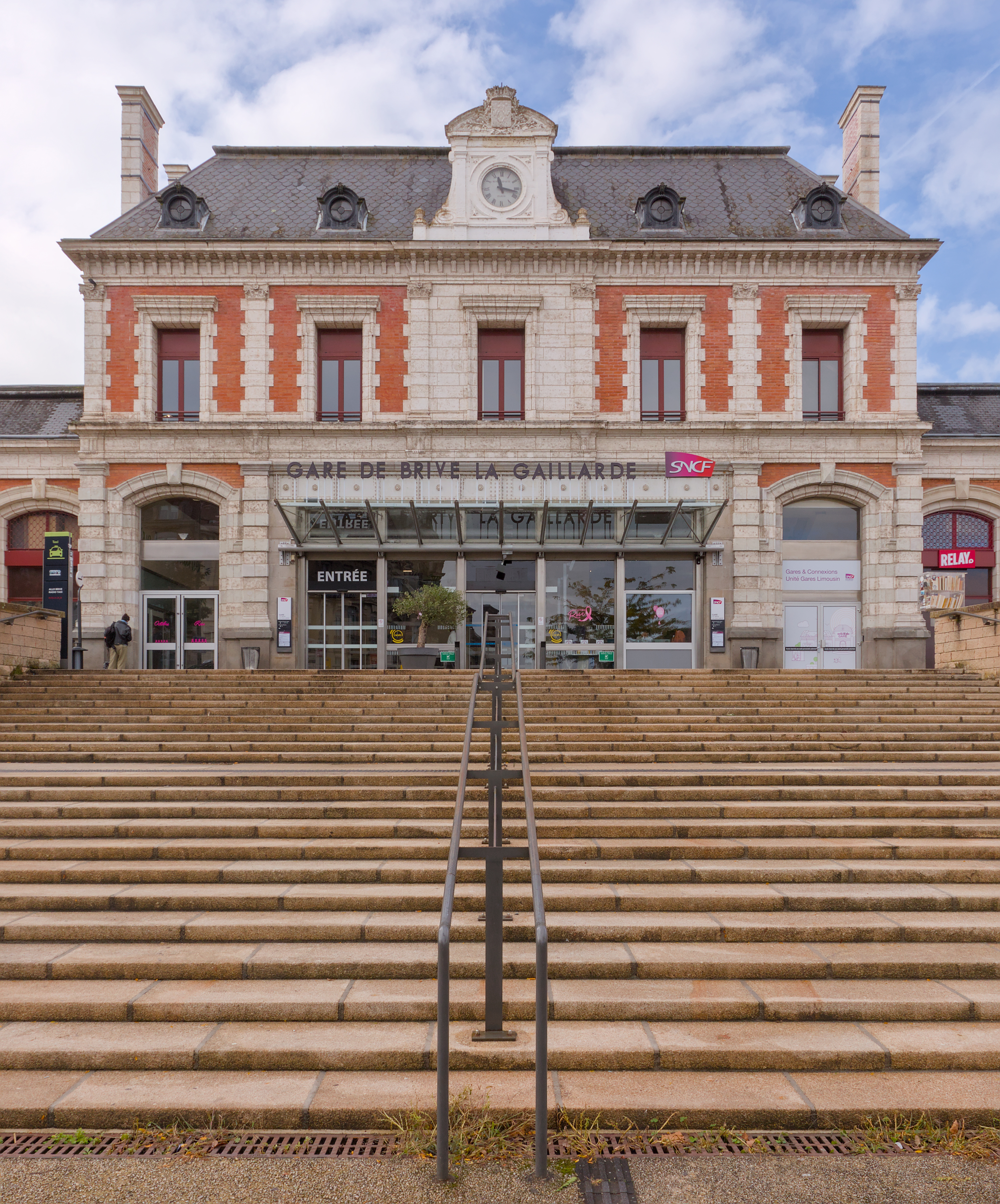
Le bâtiment voyageurs de la gare de Brive-la-Gaillarde, précédé par un escalier monumental.

La gare de Brive-la-Gaillarde assure des liaisons :
- régionales :
  - Brive-Tulle-Ussel, Ligne 621000
  - Brive-Uzerche-Limoges, Ligne 590000
  - Brive-Objat, Ligne 613000  l'ancienne ligne qui menait à Limoges par Saint-Yrieix a été fermée à la circulation entre Objat et Saint-Yrieix.
- interrégionales vers :
  - Périgueux-Bordeaux,
  - Montauban-Toulouse-Cerbère, Ligne 590000
  - Aurillac,
  - Clermont-Ferrand,
  - Rodez ;
- nationales :
  - ligne Paris-Toulouse,

La gare de Brive est la plus importante du département et la deuxième du Limousin derrière celle de Limoges.
Le projet de LGV Poitiers - Limoges, définitivement abandonné en 2017, devait mettre théoriquement Brive à moins de 3 h de Paris-Montparnasse.

##### Bus
Le réseau de transport en commun Libéo fonctionne toute l'année. Il est géré et exploité par la société Transdev Brive (faisant partie du groupe Transdev). Il comporte plusieurs lignes urbaines desservant Brive, Saint Pantaléon de Larche et Ussac (ligne 7) :
- 11 lignes en semaine ;
- 1 navette gratuite de la Communauté d'agglomération pour relier L'espace des Trois Provinces / Cinéma au centre-ville.

##### Transport routier
- Réseau Réseau interurbain de la Corrèze

#### Infrastructures cyclables
Brive-la-Gaillarde possède un réseau cyclable en extension, comprenant quelques pistes cyclables séparées de la route, la majeure partie du réseau restant des bandes cyclables sur voirie (dans le sens et en contresens de la circulation). Une assez grande partie de la ville a adopté la zone limitée à 30 km/h, garantissant une circulation cycliste à double sens même dans les rues à sens unique. Une Voie verte, dont le dernier tronçon en ville a été achevé en 2020, permet de traverser l’agglomération selon un axe est-ouest. Cette Voie verte relie ainsi Gare d’Aubazine (à l’est) à Saint Pantaléon de Larche (à l’ouest).
L'agglomération de Brive a mis en place en 2023 un système de vélos électriques en libre-service : Velibeo. 90 vélos sont ainsi proposés à la location sur 19 bornes, à Brive et dans certaines communes voisines.
La commune de Brive s’est engagée à suivre un plan vélo établi en 2019, et la mairie est régulièrement en relation avec l’association Brive Ville Cyclable.

### Climat
Historiquement, la commune est exposée à un climat océanique aquitain.
En 2020, Météo-France publie une typologie des climats de la France métropolitaine dans laquelle la commune est dans une zone de transition entre le climat océanique altéré et le climat de montagne et est dans la région climatique Ouest et nord-ouest du Massif Central, caractérisée par une pluviométrie annuelle de 900 à 1 500 mm, maximale en automne et en hiver.
Pour la période 1971-2000, la température annuelle moyenne est de 12,8 °C, avec  une amplitude thermique annuelle de 15,6 °C. Le cumul annuel moyen de précipitations est de 969 mm, avec 11,6 jours de précipitations en janvier et 7,2 jours en juillet. Pour la période 1991-2020, la température moyenne annuelle observée sur la station météorologique installée dans la commune est de 12,9 °C et le cumul annuel moyen de précipitations est de 903,9 mm,. Pour l'avenir, les paramètres climatiques de la commune estimés pour 2050 selon différents scénarios d’émission de gaz à effet de serre sont consultables sur un site dédié publié par Météo-France en novembre 2022.
| Mois                                  | jan.           | fév.           | mars           | avril           | mai           | juin          | jui.          | août           | sep.           | oct.            | nov.             | déc.           | année      |
| ------------------------------------- | -------------- | -------------- | -------------- | --------------- | ------------- | ------------- | ------------- | -------------- | -------------- | --------------- | ---------------- | -------------- | ---------- |
| Température minimale moyenne (°C)     | 1,3            | 0,8            | 3,1            | 5,6             | 9,2           | 12,6          | 14,3          | 14             | 10,6           | 8,3             | 4,3              | 1,7            | 7,2        |
| Température moyenne (°C)              | 5,4            | 6,1            | 9,2            | 11,9            | 15,6          | 19,2          | 21,1          | 21             | 17,3           | 13,9            | 8,8              | 5,9            | 12,9       |
| Température maximale moyenne (°C)     | 9,6            | 11,4           | 15,4           | 18,1            | 22            | 25,7          | 27,9          | 27,9           | 24             | 19,4            | 13,4             | 10,1           | 18,7       |
| Record de froid (°C) date du record   | −11,8 13.01.03 | −16,4 06.02.12 | −12,6 01.03.05 | −5,4 04.04.1996 | −1,7 06.05.02 | 2,1 01.06.06  | 5,2 17.07.00  | 3,6 29.08.1998 | 0,6 14.09.1996 | −5,6 31.10.1997 | −10,2 22.11.1998 | −13,4 24.12.01 | −16,4 2012 |
| Record de chaleur (°C) date du record | 19,5 28.01.24  | 25 27.02.19    | 27,1 30.03.21  | 30 17.04.13     | 32,9 30.05.01 | 39,6 22.06.03 | 42,1 23.07.19 | 40,8 07.08.20  | 37,5 12.09.22  | 33,2 02.10.23   | 25,6 07.11.15    | 20,1 25.12.22  | 42,1 2019  |
| Ensoleillement (h)                    | 84,8           | 114            | 167,9          | 185,1           | 216,6         | 243           | 263,9         | 249,1          | 203,2          | 141,4           | 89               | 78,4           | 2 036,5    |
| Précipitations (mm)                   | 73,9           | 59,5           | 66,4           | 87,5            | 87,1          | 78,4          | 63,1          | 67,4           | 73,4           | 79,5            | 85,1             | 82,6           | 903,9      |

## Urbanisme

### Typologie
Au 1er janvier 2024, Brive-la-Gaillarde est catégorisée centre urbain intermédiaire, selon la nouvelle grille communale de densité à 7 niveaux définie par l'Insee en 2022.
Elle appartient à l'unité urbaine de Brive-la-Gaillarde, une agglomération inter-départementale dont elle est ville-centre,. Par ailleurs la commune fait partie de l'aire d'attraction de Brive-la-Gaillarde, dont elle est la commune-centre,. Cette aire, qui regroupe 80 communes, est catégorisée dans les aires de 50 000 à moins de 200 000 habitants,.

### Occupation des sols
L'occupation des sols de la commune, telle qu'elle ressort de la base de données européenne d’occupation biophysique des sols Corine Land Cover (CLC), est marquée par l'importance des territoires artificialisés (45,5 % en 2018), en augmentation par rapport à 1990 (39,3 %). La répartition détaillée en 2018 est la suivante : zones urbanisées (31,8 %), forêts (26 %), prairies (17,1 %), zones industrielles ou commerciales et réseaux de communication (11,6 %), zones agricoles hétérogènes (11,4 %), espaces verts artificialisés, non agricoles (2,1 %).
L'évolution de l’occupation des sols de la commune et de ses infrastructures peut être observée sur les différentes représentations cartographiques du territoire : la carte de Cassini (XVIIIe siècle), la carte d'état-major (1820-1866) et les cartes ou photos aériennes de l'IGN pour la période actuelle (1950 à aujourd'hui).

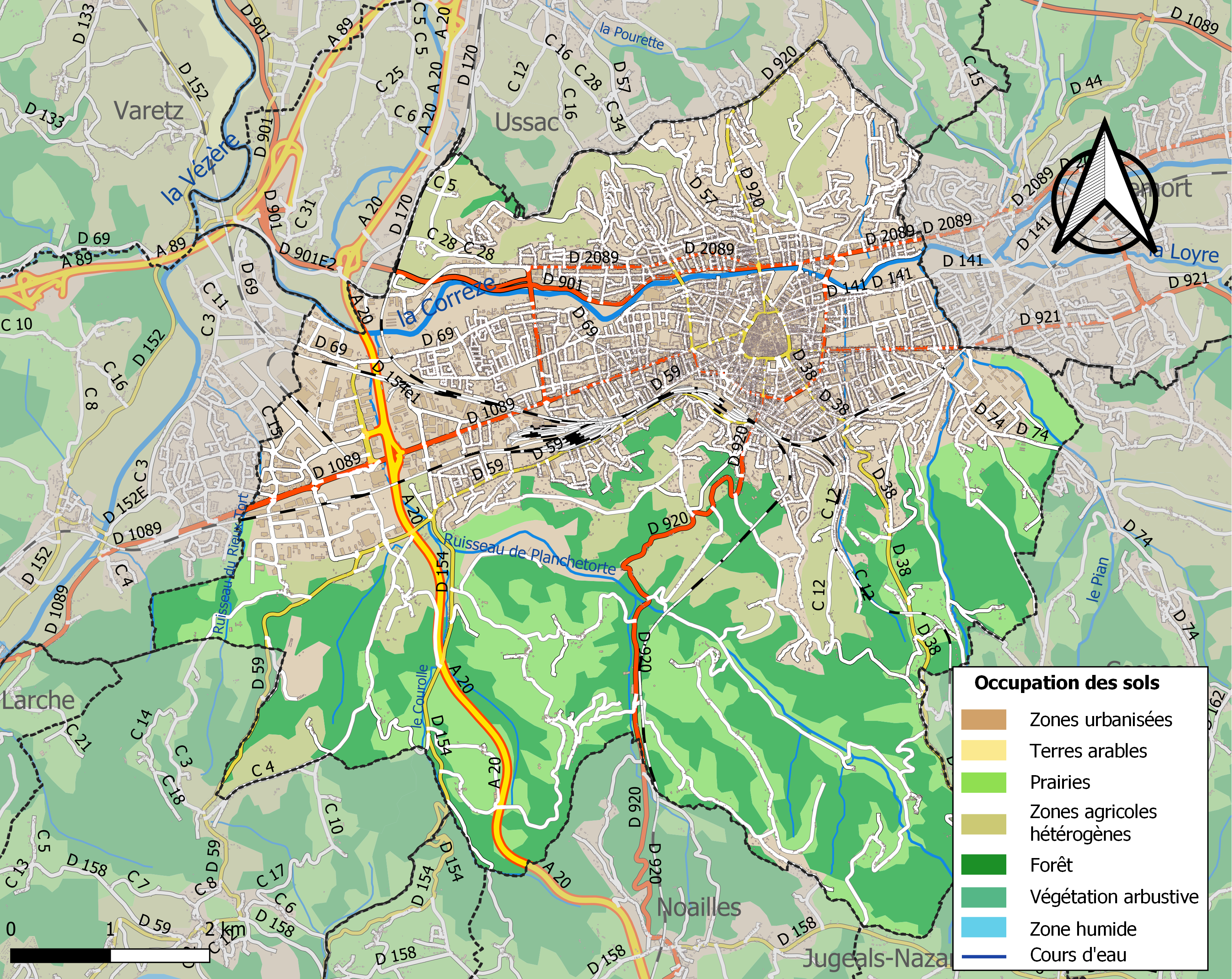
Carte des infrastructures et de l'occupation des sols de la commune en 2018 (CLC).

### Quartiers
La commune est découpée en 16 quartiers (de Q1 à Q16). On distingue souvent 5 secteurs :
- Rocher Coupé, Breuil, Malecroix : au sud de la ville, secteur résidentiel peu peuplé et comprenant de nombreux espaces verts ;
- Centre-ville, Champanatier, Pont Cardinal : au cœur historique de la ville, secteur assez peuplé et prisé, bien végétalisé avec de nombreux parcs publics et privés ;
- Chapélies, Garenne Verte, Lacan, Migoule : au nord de la ville, assez densément peuplé. On y retrouve le centre hospitalier ;
- Pont de la Bouvie, Gaubre, Estavel, Tujac : très peuplé, dans la partie ouest de la ville, secteur composé de pavillons résidentiels comme de logements sociaux. Quartier prioritaire, Tujac rassemble près de 3 000 habitants[17]. On y retrouve la gare SNCF, le parc des Perrières et l’IUT ;
- Bouquet : au sud ouest de la ville, quartier calme et verdoyant.

### Risques majeurs
Le territoire de la commune de Brive-la-Gaillarde est vulnérable à différents aléas naturels : météorologiques (tempête, orage, neige, grand froid, canicule ou sécheresse), inondations, feux de forêts, mouvements de terrains et séisme (sismicité très faible). Il est également exposé à trois risques technologiques,  le transport de matières dangereuses et  le risque industriel et la rupture d'un barrage, et à un risque particulier : le risque de radon. Un site publié par le BRGM permet d'évaluer simplement et rapidement les risques d'un bien localisé soit par son adresse soit par le numéro de sa parcelle.

#### Risques naturels

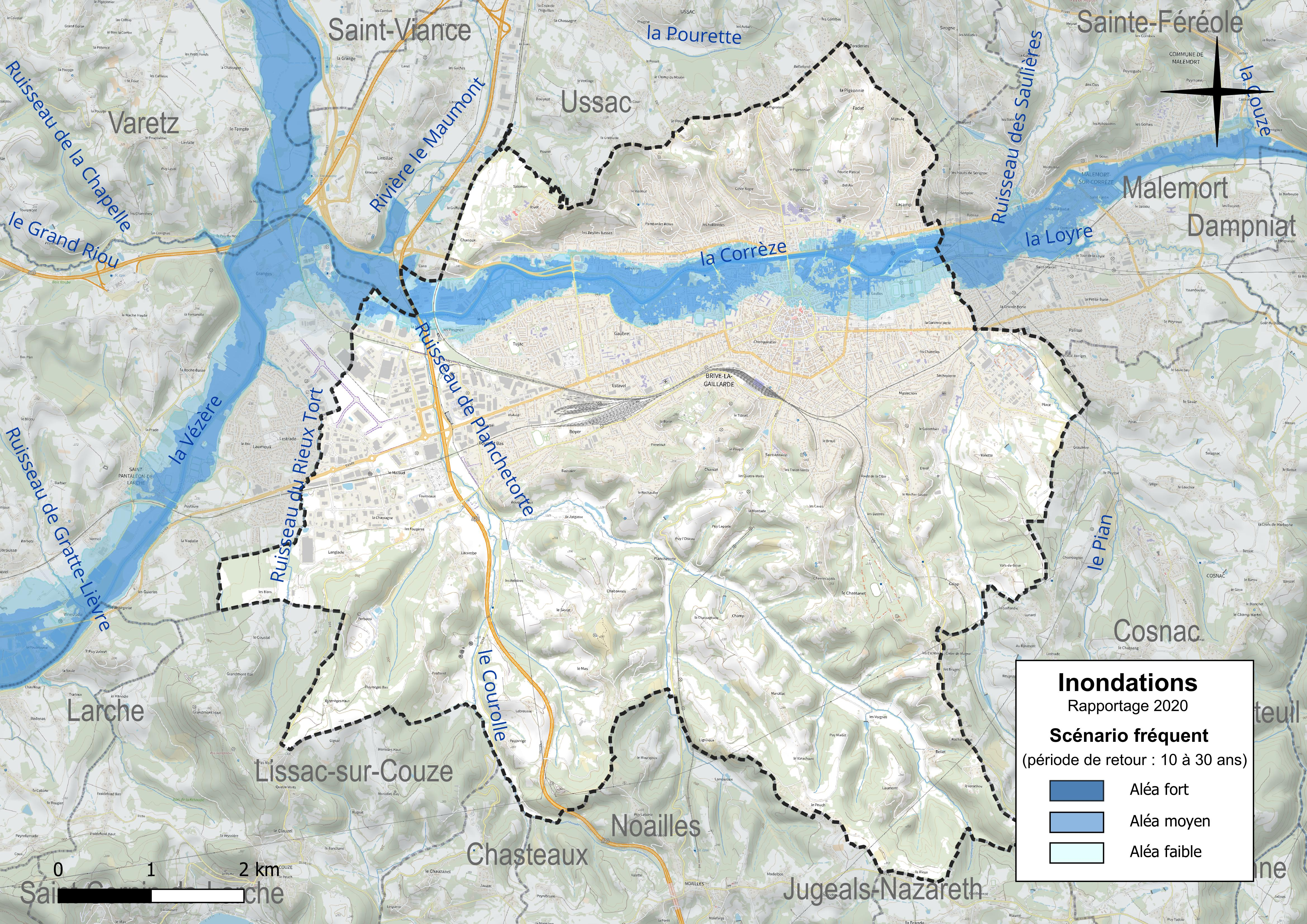
Carte de la zone inondable de la commune définie pour le scénario fréquent, dans le territoire à risque important d’inondation (TRI) Tulle-Brive.

La commune fait partie du territoire à risques importants d'inondation (TRI) de Tulle-Brive, regroupant 20 communes concernées par un risque de débordement de la Corrèze et de la Vézère (17 dans la Corrèze et trois dans la Dordogne), un des 18 TRI qui ont été arrêtés le 11 janvier 2013 sur le bassin Adour-Garonne. Des cartes des surfaces inondables ont été établies pour trois scénarios : fréquent (crue de temps de retour de 10 ans à 30 ans), moyen (temps de retour de 100 ans à 300 ans) et extrême (temps de retour de l'ordre de 1 000 ans, qui met en défaut tout système de protection). La commune a été reconnue en état de catastrophe naturelle au titre des dommages causés par les inondations et coulées de boue survenues en 1982, 1993, 1999, 2001, 2010, 2016 et 2018,. Le risque inondation est pris en compte dans l'aménagement du territoire de la commune par le biais du plan de prévention des risques (PPR) inondation « Corrèze et affluents du bassin de Brive-la-Gaillarde », approuvé le 29 janvier 2019.

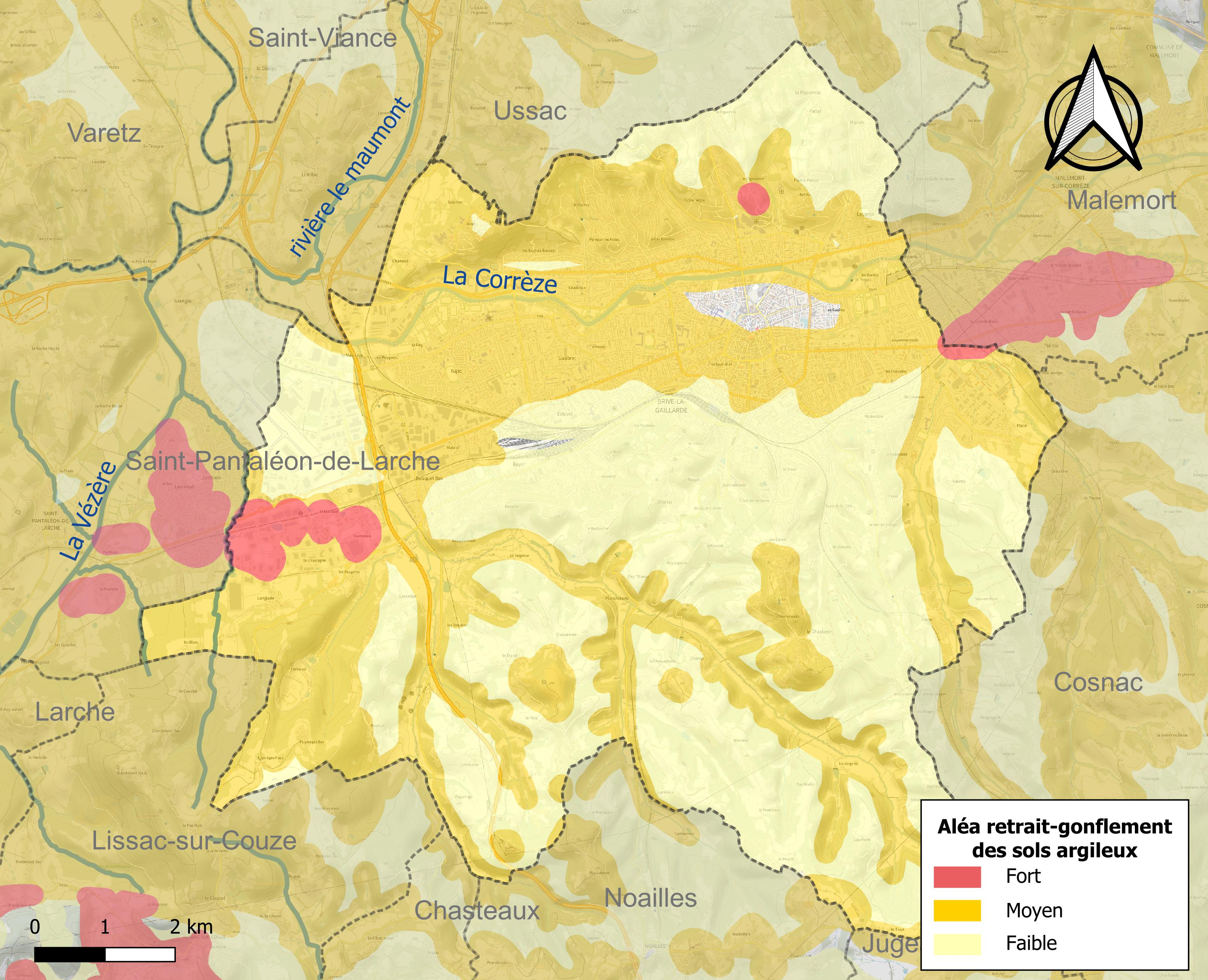
Carte des zones d'aléa retrait-gonflement des sols argileux de Brive-la-Gaillarde.

La commune est vulnérable au risque de mouvements de terrains constitué principalement du retrait-gonflement des sols argileux. Cet aléa est susceptible d'engendrer des dommages importants aux bâtiments en cas d’alternance de périodes de sécheresse et de pluie. 54,3 % de la superficie communale est en aléa moyen ou fort (26,8 % au niveau départemental et 48,5 % au niveau national). Sur les 13 046 bâtiments dénombrés sur le territoire de la commune en 2019,  8 215 sont en aléa moyen ou fort, soit 63 %, à comparer aux 36 % au niveau départemental et 54 % au niveau national. Une cartographie de l'exposition du territoire national au retrait gonflement des sols argileux est disponible sur le site du BRGM,.
Concernant les feux de forêt, aucun plan de prévention des risques incendie de forêt (PPRIF) n’a été établi en Corrèze, néanmoins le code de l’urbanisme impose la prise en compte des risques dans les documents d’urbanisme. Le périmètre des servitudes d'utilité publique et des zones d'obligation légale de débroussaillement pour les particuliers est quant à lui défini pour la commune dans une carte dédiée.
Concernant les mouvements de terrains, la commune a été reconnue en état de catastrophe naturelle au titre des dommages causés par la sécheresse en 1989, 2011, 2018, 2019 et 2020 et par des mouvements de terrain en 1995 et 1999.

#### Risques technologiques
La commune est exposée au risque industriel du fait de la présence sur son territoire d'une entreprise soumise à la directive européenne SEVESO.
Le risque de transport de matières dangereuses dans la commune est lié à sa traversée par une route à fort trafic, une ligne de chemin de fer et une canalisation de transport d'hydrocarbures. Un accident se produisant sur de telles infrastructures est susceptible d’avoir des effets graves sur les biens, les personnes ou l'environnement, selon la nature du matériau transporté. Des dispositions d’urbanisme peuvent être préconisées en conséquence.
La commune est en outre située en aval du barrage de Monceaux la Virolle, un ouvrage de classe A situé en Corrèze et disposant d'une retenue de 20,5 millions de mètres cubes. À ce titre elle est susceptible d’être touchée par l’onde de submersion consécutive à la rupture de cet ouvrage.

#### Risque particulier
Dans plusieurs parties du territoire national, le radon, accumulé dans certains logements ou autres locaux, peut constituer une source significative d’exposition de la population aux rayonnements ionisants. Certaines communes du département sont concernées par le risque radon à un niveau plus ou moins élevé. Selon la classification de 2018, la commune de Brive-la-Gaillarde est classée en zone 3, à savoir zone à potentiel radon significatif.

## Toponymie

### Attestations anciennes
Le nom Brive est attesté sous la forme Briva Curretia au IVe siècle, dès le VIe siècle sous la forme latinisée Brivae.

### Étymologie
Il est issu du terme briva (autrement noté brīuā) et signifie « pont » en langue gauloise. En effet, la voie romaine Lyon-Bordeaux franchissait ici la Corrèze (Curretia).
Hormis les nombreux toponymes, le terme est attesté sous une forme dérivée dans l'inscription gauloise de Naintré : briuatiom « habitant [près] du pont » et sous une forme altérée dans le glossaire de Vienne brio et traduit ponte en latin. Il existe de nombreux Brive et Brives  en France, ainsi que Brèves. On note également de nombreux composés, dont les plus connus sont Samarobriva « pont sur la Somme », ancien nom d'Amiens et Briva Isaræ (IVe siècle) ancien nom de Pontoise.
Le nom de la ville en occitan est Briva la Galharda. Brive est dite « gaillarde » parce que fortifiée (Galia désignant la force en gaulois) et ce, au moins depuis le XIVe siècle.

### Gentilé
Autrefois les Brivistes étaient appelés Brivois. Les Brivistes étaient alors ces Brivois qui « montaient » à la capitale ou plus communément les Brivois établis hors de Brive. Petit à petit la dénomination « briviste » a pris le dessus pour devenir officielle. Les Brivistes sont surnommés par un sobriquet, les Coujous, de l'occitan cojon (petite citrouille), dénomination taquine. Ce surnom est un peu tombé en désuétude. Il aurait deux origines possibles : le clocher de la première collégiale romane aurait été couvert d'un bulbe (à la façon des églises orthodoxes) en tuiles rouges, lui donnant l'apparence d'une citrouille. La deuxième origine proposée est que les habitants de la ville auraient jeté des citrouilles du haut des remparts pour se défendre d'une attaque. L'hôtel de ville de Paris est surnommé par les Brivistes « l'ambassade de Brive » car à l'époque où Jacques Chirac était maire de Paris, beaucoup de Brivistes travaillaient à la mairie[réf. nécessaire].

## Histoire

### Préhistoire
La vallée de Planchetorte, un site inscrit au sud de Brive, est un haut-lieu de la Préhistoire comparable au site des Eyzies ; aucune autre région triasique n'offre une concentration d'habitats préhistoriques aussi importante. Elle comprend entre autres la grotte de Font-Robert et la grotte de Font-Yves qui ont chacune donné leurs noms à deux types de pointe.
D'autres grottes y ont été découvertes seulement récemment, comme la grotte Bouyssonie en 2005.
La grotte de Bassaler est l'un des 23 sites à burins du Raysse connus en 2011, dont 5 se trouvent dans la vallée ou alentours proches : le Raysse, les Morts, Pré-Aubert et Bouyssonie.
La grotte de Chanlat, découverte en 1924 par l'abbé Bardon a livré deux couches d'Aurignacien et des pierres gravées aurignaciennes types : ours gravé sur une face et mammouth sur l'autre, et « une plaquette de schiste présentant les traces de la silhouette d'un ours ou d'un rhinocéros ».
Noter aussi, dans la vallée de la Courolle au sud-ouest de Brive, la grotte du Bos del Ser et la grotte Dufour,,.

### Antiquité
Brive fut d'abord un point de franchissement de la Corrèze, comme l'atteste son toponyme gaulois Briva (ou Briua) « pont ». Le pont primitif fut ensuite remplacé par un pont romain (pont du Bouy) conçu pour un itinéraire allant de Lugdunum (Lyon) à Burdigala (Bordeaux) par la vallée de la Corrèze. Cet itinéraire croisait un axe nord-sud qui reliait Limonum (Poitiers) à Divona Cadurcorum (Cahors). Une modeste bourgade, un vicus émergea, attestée par les vestiges d'ateliers de potiers très actifs.

### Haut Moyen Âge
La localité fut christianisée au Ve siècle par Martin de Brive, dit Martin l'Espagnol, martyrisé en 407, sur la tombe duquel Rorice Ier, évêque de Limoges, construisit une basilique à la fin du Ve siècle. Au VIe siècle, elle fut le théâtre d'une révolte des notables d'Aquitaine qui, refusant de tomber sous la coupe du roi d'Austrasie Childebert II aidé par son oncle Gontran, roi de Bourgogne, se réunirent à Brive et portèrent sur le pavois Gondovald, un bâtard de Clotaire, lui-même fils de Clovis, en 584. Mais ce « roi de Brive » fut assassiné en 585 à Saint-Bertrand-de-Comminges. La basilique fut incendiée en 584 par l'armée de Gontran Boson et le Limousin, rattaché à l'Austrasie. Saint Ferréol, évêque de Limoges, fit reconstruire la basilique et s'appuya sur une communauté de chanoines pour la diffusion de l'Évangile. Vers l'an mil, Brive était devenue un bourg canonial avec la collégiale Saint-Martin et doté de plusieurs lieux de culte : église Saint-Pierre, église Saint-Sernin, etc.

### Moyen Âge central
Au XIe siècle, Brive, située à la jonction des vicomtés de Limoges, de Comborn et de Turenne, avait pour seigneur l'évêque de Limoges. Les barons de Malemort possédaient des droits justiciers à Brive. Les chanoines de la collégiale Saint-Martin adoptèrent la règle de saint Augustin au XIe siècle et reconstruisirent la collégiale Saint-Martin. Un de ses prieurs, Hélie de Malemort, fut archevêque de Bordeaux entre 1188 et 1207. La ville qui s'étendait sur trois hectares, était protégée par une enceinte percée de quatre portes. À partir du XIIe siècle, se développèrent des faubourgs hors des murs, de part et d'autre des voies d'accès. Mais la ville ne comportait pas de château car sa protection était assurée par les seigneurs de Malemort et les vicomtes de Turenne. En 1183 ; la ville résiste à un siège mené par des bandes mercenaires payées par le vicomte de Limoges et le vicomte de Turenne.
Cette protection et la complexité du partage des droits seigneuriaux se sont avérés pesantes ; les bourgeois, entraînés par la vague d'émancipation urbaine générale, obtinrent le consulat, que Louis VIII confirma en 1225. Vers 1226, les cordeliers s'installent à Brive après Limoges, en 1223. Leur implantation a été aidée par les vicomtes de Turenne qui s'y font enterrer depuis 1275. Ils sont suivis par les dominicains qui s'établissent à Brive en 1261. Leur couvent est construit à partir de 1265, et l'église est terminée en 1275. Leur installation a été aidée par les barons de Malemort. En 1341, pour respecter l'ordre du roi, les quatre consuls de Brive entreprirent la construction d'une grande enceinte qui quintupla l'espace enclos ; l'ampleur des travaux valut à la cité le surnom de « gaillarde ».
Par le traité de Brétigny du 8 mai 1360, Brive, qui appartient à l'Aquitaine, devint anglaise et le demeura jusqu'à la rupture du traité et la reprise de la guerre, neuf ans après. Pour payer la solde de ses troupes, le roi Édouard III imposa au Limousin un fouage de un franc par feu pendant cinq ans. Seigneurs et bourgeois envoyèrent une députation auprès du roi Charles V, qui accepta les hommages. En mai 1369, le roi de France envoya une armée en Limousin commandée par son oncle Jean de Berry. La cité de Limoges ouvrit ses portes. L'armée anglaise commandée par Robert Knott dans le Nord de la France obligea Jean de Berry à quitter le Limousin. Le Prince Noir décida de reprendre Limoges. Il le fit en massacrant 3 000 hommes, femmes et enfants. Quand, en 1374, une armée française commandée par le duc d'Anjou se présenta devant Brive, le souvenir de ce massacre entraîna la ville à ne pas accepter de lui accorder de secours en prétextant qu'elle était sujette du roi d'Angleterre. Peu de temps après une armée anglaise de 8 000 hommes commandée par Jean de Gand, duc de Lancastre, se présenta devant Brive. Sur le conseil du consul Baudran, la ville lui ouvrit ses portes le 30 juin 1374.

### Bas Moyen Âge
Le 22 juillet 1374, c'est une armée française commandée par Louis d'Anjou avec le duc de Bourbon qui se présenta devant les murs de Brive. La ville qui avait refusé d'ouvrir ses portes fut attaquée et prise. Brive fut privée de son consulat et de tous ses privilèges et immunités. Charles V finit par lui accorder sa grâce, et la ville resta désormais fidèle à la couronne. En 1463, Louis XI fut accueilli dans la liesse. Au XIVe siècle, la ville est entourée d’une enceinte hérissée de tours. On entre alors en ville d’un côté par une porte, de l’autre par un pont. Le pont fournit le nom de « Brive » (briva — autrement noté brīuā — et signifie « pont » en langue gauloise) et l'aspect fortifié avec enceinte hérissée de tours celui de « Gaillarde » (Galia désignant la force en latin).

### Époque moderne

#### Guerres de religion
Au XVIe siècle la ville de Brive est une co-seigneurie des barons de Malemort, vassaux des évêques de Limoges, et des vicomtes de Turenne. Les barons de Malemort possèdent une partie de Brive depuis le XIIe siècle. En 1581, Jean de Saint-Chamans-Longueval, veuf d'Anne de Malemort, vend la baronnie de Malemort pour 60 000 livres à François de Noailles, tuteur de son neveu Henri de Noailles. Les Noailles sont des vassaux des vicomtes de Turenne et vont chercher à sortir de cette dépendance en se rapprochant du roi et en achetant plusieurs seigneuries autour de Brive. Le vicomte de Turenne est alors Henrier de La Tour d'Auvergne. Il s'est enfui de la cour en 1573, en même temps que le duc d'Alençon et les malcontents. Ayant gagné sa vicomté, il la trouve tenue par des bourgeois protestants. Il se convertit au protestantisme en 1575. Cependant, bien que second d'Henri de Navarre depuis 1576 avec Condé, il ne participe pas à la prise de Brive par Geoffroy de Vivans en septembre 1577. Le couvent des Cordeliers est alors incendié. Les dominicains quittent leur couvent qui se trouvait en dehors de la ville après son démantèlement et s'installent près de la chapelle Saint-Libéral. La ville est menacée en 1585. Les pierres du couvent des Cordeliers servent pour renforcer les remparts. Brive est au contact de la vicomté de Turenne tenue par les protestants et avec les terres tenues par les Noailles, catholiques.
En 1587, Edme de Hautefort, gouverneur du Limousin, ligueur ami des Guise, et le consul de Brive Jean Maillard combattent les protestants occupant les bourgs proches de Brive. À la fin de l'année 1587, le pays autour de Brive est infecté par la peste. Le 6 août 1588, Edme de Hautefort fait prêter un serment de fidélité à la Sainte Ligue par les habitants de Brive. Brive apprend le 20 août 1589 l'assassinat du roi Henri III. Brive se débarrasse d'Edme de Hautefort et reçoit Gilbert III de Lévis, comte de La Voulte, comte puis duc de Ventadour, gouverneur du Limousin en 1571 avant d'être nommé en 1578 gouverneur du Lyonnais, Forez et Beaujolais (son fils Anne de Lévis a été nommé gouverneur du haut et bas Limousin après la mort de son père, en 1591). Une conférence est organisée pour le repos public dans le Bas-Limousin. En 1590, Brive reçoit Henri de La Tour d'Auvergne. Le 22 novembre 1590, des ligueurs attaquent trois portes de la ville mais ils sont repoussés. Ce sera le dernier épisode des guerres de Religion à Brive. La ville est restée catholique au sein d'une région acquise à la Réforme. La cité est récompensée de sa fidélité au roi en obtenant en 1551 le siège d'un présidial.

#### XVIIeetXVIIIesiècles

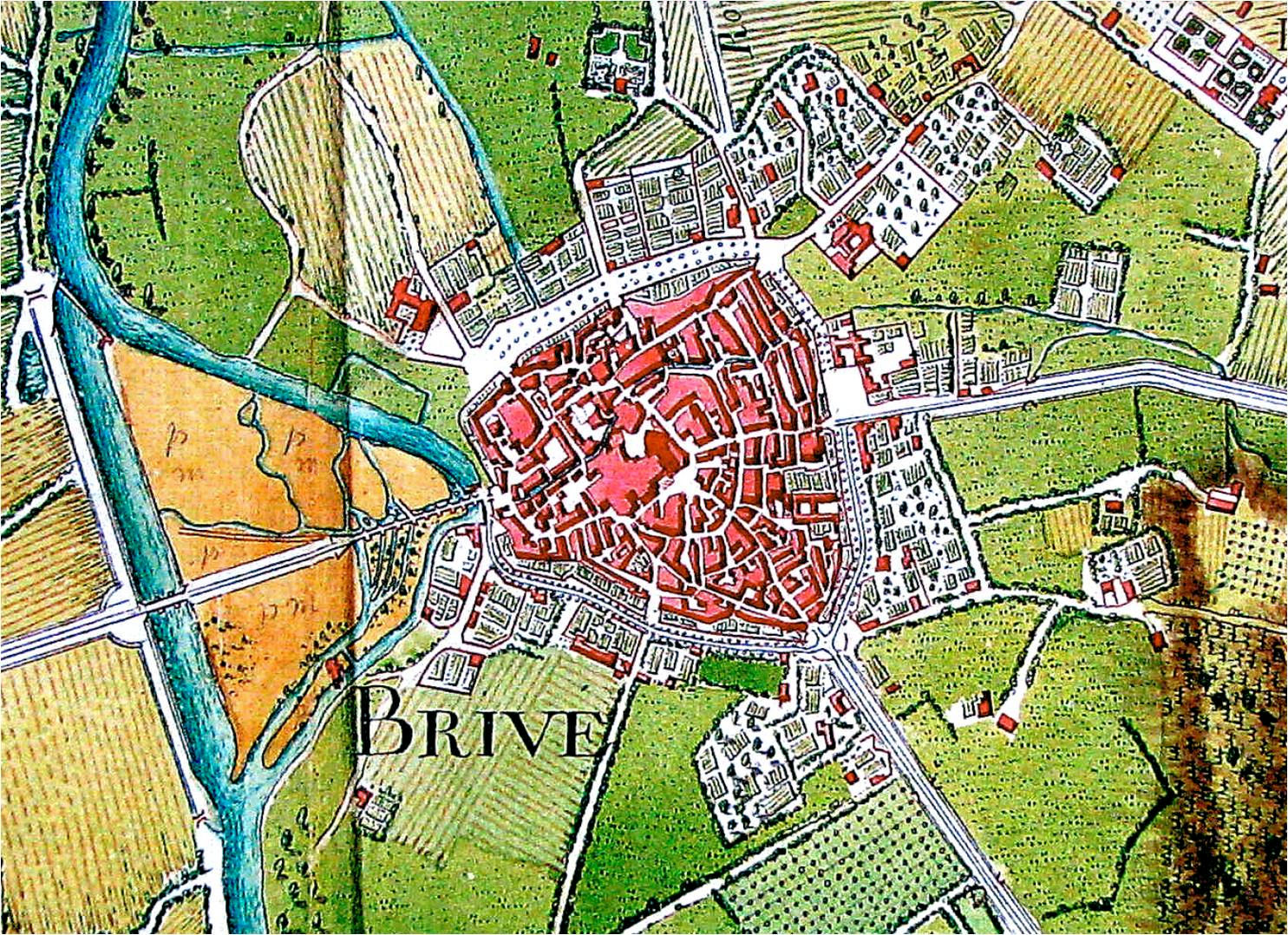
Plan de l'Atlas des routes levé à la demande de Daniel-Charles Trudaine, vers 1760.
Sur ce plan, le nord est à gauche.

Aux XVIIe et XVIIIe siècles, la ville connut une grande prospérité, à laquelle contribua le Briviste Guillaume Dubois, précepteur de Philippe d'Orléans, puis Premier ministre. Son frère Joseph, maire perpétuel de Brive, devenu directeur général des ponts et chaussées de France entre 1723 et 1736, fit construire le pont Neuf (l'actuel pont Cardinal) et de nouveaux hôtels particuliers, aménagea des boulevards et les faubourgs, assainit les marécages de la Guierle, détruisit les remparts. Son fils restaura la collégiale.
Après les guerres de Religion, les dominicains reconstruisent leur église avec les pierres de l'église Saint-Barthélemy-du-Buys qui leur ont été données par le prieur du Buys, Jean de Fieux. Au XVIIIe siècle, il n'y a plus que 3 ou 4 religieux dans le couvent. En 1607, les ursulines sont installées à Brive par Antoine de Lestang (1541-1617), second président du parlement de Toulouse puis conseiller d'État en 1600. Les ursulines vont assurer l'éducation de nombreux élèves.
En 1613, l'évêque de Limoges Raymond de La Marthonie (1618-1627) pose la première pierre de l'église des Récollets. La famille de Noailles devient le patron du couvent. Charles de Noailles, évêque de Saint-Flour, et son frère François, duc de Noailles, traitent avec Germain Chauveron, gardien des récollets. Ils obtiennent le droit de mettre leur tombeau dans le chœur ou la nef. Antoine de Fieux, syndic des récollets, reconnaît en 1704 que les Noailles sont les patrons et les fondateurs du couvent. En 1724, ils obtiennent un terrain qui longe le rempart.
La générosité d'Antoine de Lestang est à l'origine de la fondation du collège des Doctrinaires, tenu par les prêtres de la doctrine chrétienne, qui fonctionna de 1619 à 1790. Les bâtiments du collège ont été construits entre 1659 et 1671. L'aile gauche est agrandie en 1674 après l'achat d'une maison. Le collège a été une pépinière d'hommes illustres, comme le cardinal Dubois, le jurisconsulte Jean-Baptiste Treilhard ou le médecin Georges Cabanis. Il est devenu un collège de garçons de 1803 à 1887, puis de filles de 1888 à 1947. L'ancien collège des Doctrinaires est transformé en hôtel de ville de Brive en 1974.
Le couvent des Cordeliers est reconstruit au milieu du XVIIe siècle. En 1674, l'hospice Dubois, ou hospice général, est construit à la sortie sud de la ville, près de la porte des Frères. Néanmoins, malgré cet essor, la ville, très peu industrialisée, ne comptait à la veille de la Révolution qu'une seule fabrique de tissu, la manufacture Le Clère, qui occupait quelque deux cents ouvriers.

### Époque contemporaine

#### XIXesiècle

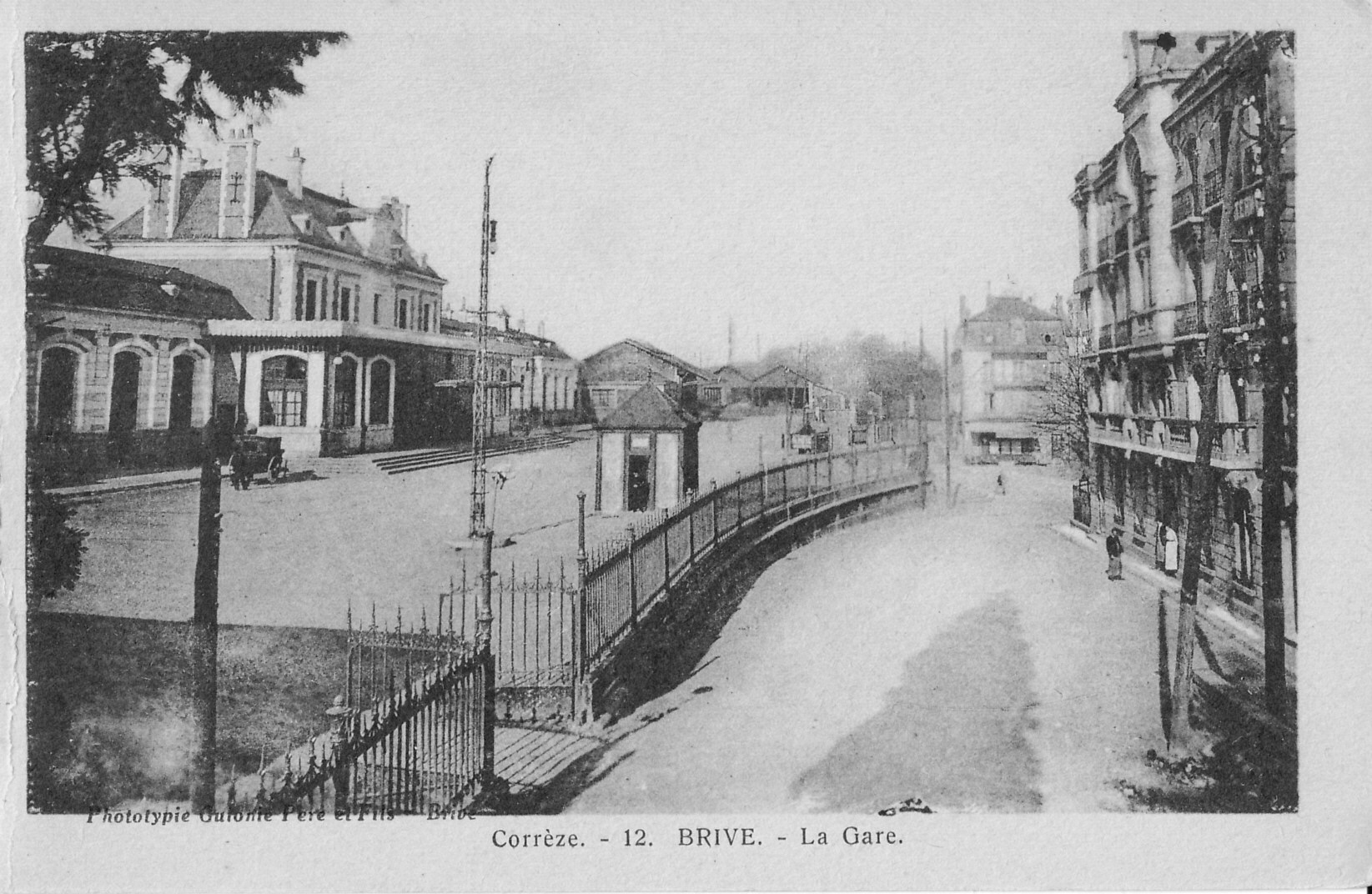
La gare de Brive-la-Gaillarde dans les années 1920.

La Compagnie du chemin de fer Grand-Central de France a obtenu en 1853 la réalisation des lignes de chemin de fer traversant le Massif central, et en particulier la liaison entre Lyon et Bordeaux. Le Grand Central doit construire la ligne reliant Périgueux et le Lot, à Capdenac. Le marché de construction de la ligne est passé le 1er décembre 1855 avec l'entreprise des frères Hunebelle. Le tronçon de 72 km entre Périgueux et Brive est inauguré le 17 septembre 1860. Entretemps, par le traité du 11 avril 1857, cette partie du réseau du Grand Central est devenue une ligne de la Compagnie du chemin de fer de Paris à Orléans. Le tronçon de 97 km entre Brive et Capdenac est inauguré le 10 novembre 1862. Brive est alors en relation avec Paris depuis l'ouverture de la ligne Limoges-Périgueux le 26 août 1861, et avec Toulouse avec l'inauguration de la ligne Montauban-Capdenac, le 30 août 1858.
Modeste chef-lieu d'arrondissement au début du XIXe siècle, Brive se développa à partir de 1860, grâce à l'arrivée du chemin de fer. Son site, préféré à celui de Tulle pour des raisons topographiques et économiques, devint le centre ferroviaire d'une étoile à six branches. Le train arriva à point nommé, après le phylloxera qui avait détruit le vignoble régional. Il entraîna la spécialisation du bassin de Brive dans la production légumière et fruitière. Cet essor agricole induisit la création d'autres établissements : conserveries, confitureries, fabriques de liqueurs et, pour le conditionnement, vanneries, papeteries et fabriques de bois. Après l'arrivée du chemin de fer, la municipalité de Brive commence à être prise d'une activité urbanistique pour améliorer la circulation à l'intérieur de la ville en ouvrant de larges routes droites en détruisant les vieilleries sous le prétexte de salubrité publique et d'hygiénisme.

#### XXesiècle
Depuis 1907, Brive abrite le 126e régiment d’infanterie dit le régiment des « bisons ». Capitale régionale de la Résistance en tant que siège des principaux mouvements (Armée secrète et Mouvements unis de la Résistance) et réseaux (S.R. Alliance, Special Operations Executive…), Brive-la-Gaillarde est la première ville de la France occupée à se libérer par ses propres moyens le 15 août 1944. Elle recevra à ce titre la croix de guerre 1939-1945. C'est à Brive également que dès le 17 juin 1940, Edmond Michelet distribue un tract appelant à la résistance contre l'envahisseur nazi. Le 11 novembre 1942, à l'appel de la Résistance, une manifestation est organisée pour protester contre l'arrivée des troupes allemandes dans la ville.
Ouvriers peintres, proches des jeunesses communistes, Édouard Valéry et Henri Valéry sont deux frères, entrés dans la résistance locale dans le sillage d’Edmond Michelet. Arrêtés pour avoir distribué le journal du mouvement Combat (journal) en mai 1942, ils sont condamnés à un an de prison. En 1943, ils fondent un maquis des francs-tireurs et partisans (FTP) au sud de Brive, et Édouard devient dirigeant de la direction départementale des FTP de la Corrèze. Henri, pour sa part, est impliqué dans la logistique des maquis de la zone sud, et échappe à la Gestapo de Lyon, dirigée par Klaus Barbie. A la Libération, Édouard sera le chef du premier bureau des Forces françaises de l’intérieur (FFI) de la Dordogne.
Signe d'une influence communiste importante dans la région, l'actuelle avenue de Paris, artère principale remontant du pont Cardinal jusqu'au bas de la rue Toulzac, dans le prolongement de la collégiale Saint-Martin, a un temps porté le nom d'avenue du Maréchal Staline. Le parti communiste se réorganise, dès juillet-août 1940. Germain Auboiroux, Gaby Lhomond-Goudoux, Robert Delord et Paul Peyraud impulsent sa reconstitution. À partir de 1941, la résistance communiste s'organise autour du café "Le Verdanson" possédé par Roger Lescure et son épouse.
À l'annonce d'un Débarquement de Normandie imminent, environ 8 500 soldats allemands prennent la direction de la Normandie. Leur parcours sera jalonné de massacres. Entre les mois de mai et août 1944, seront visées par les exactions de la 2e division SS Das Reich sous le commandement du général Heinz Lammerding . Au soir du 8 juin 1944 l’avant-garde de la Das Reich y pénétra, venant de Noailles. « Brive était comme une ruche » déclara le chef de bataillon Heinrich Wulf. C’est la veille que les Francs-tireurs et partisans corréziens de Jacques Chapou avaient attaqué la garnison de Tulle, sans pouvoir déloger toutes les places fortes allemandes. Ils comptaient libérer totalement la ville le 8 juin. Le lendemain  la division allemande SS "Das Reich" entre dans Tulle sous le commandement du capitaine Aurel Kowatsch, le chef de bataillon Heinrich Wulf et l’adjudant Otto Hoff puis de Walter Schmald membre de la Gestapo pour faire le Massacre de Tulle pend 99 hommes aux balcons de la ville, en déporte 149 autres dont 101 ne reviendront pas des camps de concentration.

## Politique et administration

### Tendances politiques et résultats
Les personnalités exerçant une fonction élective dont le mandat est en cours et en lien direct avec le territoire de Brive-la-Gaillarde sont les suivantes :
| Élection        | Territoire                             | Titre                         | Nom                                   | Tendance politique | Tendance politique | Début de mandat  | Fin de mandat |
| --------------- | -------------------------------------- | ----------------------------- | ------------------------------------- | ------------------ | ------------------ | ---------------- | ------------- |
| Municipales     | Brive-la-Gaillarde                     | Maire de Brive-la-Gaillarde   | Frédéric Soulier                      | LR                 |                    | 3 juillet 2020   | 2026          |
| Départementales | Canton de Brive-la-Gaillarde-1         | Conseillers départementaux    | Philippe Lescure et Valérie Taurisson | LR                 |                    | 1er juillet 2021 | 2028          |
| Départementales | Canton de Brive-la-Gaillarde-2         | Conseillers départementaux    | Julien Bounie et Claude Chirac        | LR                 |                    | 1er juillet 2021 | 2028          |
| Départementales | Canton de Brive-la-Gaillarde-3         | Conseillers départementaux    | Sandrine Maurin et Gérard Soler       | LR                 |                    | 1er juillet 2021 | 2028          |
| Départementales | Canton de Brive-la-Gaillarde-4         | Conseillers départementaux    | Audrey Bartout et Franck Peyret       | LR                 |                    | 1er juillet 2021 | 2028          |
| Régionales      | Nouvelle-Aquitaine                     | Président du conseil régional | Alain Rousset                         | PS                 |                    | 2 juillet 2021   | 2028          |
| Législatives    | Deuxième circonscription de la Corrèze | Député                        | Frédérique Meunier                    | LR                 |                    | 7 juillet 2024   | juin 2029     |
| Présidentielle  | France                                 | Président de la République    | Emmanuel Macron                       | LREM               |                    | 24 avril 2022    | avril 2027    |

#### Récapitulatif de résultats électoraux récents
| Scrutin             | 1er tour | 1er tour | 1er tour | 1er tour | 1er tour  | 1er tour | 1er tour | 1er tour | 1er tour | 1er tour | 1er tour | 1er tour | 2d tour                    | 2d tour                    | 2d tour                    | 2d tour                    | 2d tour                    | 2d tour                    | 2d tour                    | 2d tour                    | 2d tour                    |
| Scrutin             | 1er      | 1er      | %        | 2e       | 2e        | %        | 3e       | 3e       | %        | 4e       | 4e       | %        | 1er                        | 1er                        | %                          | 2e                         | 2e                         | %                          | 3e                         | 3e                         | %                          |
| ------------------- | -------- | -------- | -------- | -------- | --------- | -------- | -------- | -------- | -------- | -------- | -------- | -------- | -------------------------- | -------------------------- | -------------------------- | -------------------------- | -------------------------- | -------------------------- | -------------------------- | -------------------------- | -------------------------- |
| Présidentielle 2012 |          | PS       | 40,30    |          | UMP       | 25,44    |          | FN       | 13,75    |          | FG       | 8,84     |                            | PS                         | 60,05                      |                            | UMP                        | 39,95                      | Pas de 3e                  | Pas de 3e                  | Pas de 3e                  |
| Législatives 2012   |          | PS       | 46,39    |          | PRV (UMP) | 30,71    |          | FN       | 9,35     |          | FG       | 6,93     |                            | PS                         | 58,96                      |                            | PRV (UMP)                  | 41,04                      | Pas de 3e                  | Pas de 3e                  | Pas de 3e                  |
| Municipales 2014    |          | UMP      | 46,00    |          | PS        | 33,97    |          | DVD      | 12,24    |          | EELV     | 7,77     |                            | UMP                        | 58,80                      |                            | PS                         | 41,19                      | Pas de 3e                  | Pas de 3e                  | Pas de 3e                  |
| Européennes 2014    |          | UMP      | 25,57    |          | PS        | 21,53    |          | FN       | 19,58    |          | UDI      | 8,68     | Tour unique                | Tour unique                | Tour unique                | Tour unique                | Tour unique                | Tour unique                | Tour unique                | Tour unique                | Tour unique                |
| Régionales 2015     |          | LR       | 32,67    |          | PS        | 28,42    |          | FN       | 20,48    |          | FG       | 5,33     |                            | PS                         | 41,76                      |                            | LR                         | 40,26                      |                            | FN                         | 17,98                      |
| Présidentielle 2017 |          | EM       | 28,63    |          | LR        | 20,02    |          | LFI      | 19,22    |          | FN       | 16,35    |                            | EM                         | 73,72                      |                            | FN                         | 26,28                      | Pas de 3e                  | Pas de 3e                  | Pas de 3e                  |
| Législatives 2017   |          | LREM     | 29,87    |          | LR        | 20,50    |          | PS       | 15,45    |          | LFI      | 10,47    |                            | LR                         | 52,19                      |                            | LREM                       | 47,81                      | Pas de 3e                  | Pas de 3e                  | Pas de 3e                  |
| Européennes 2019    |          | LREM     | 23,45    |          | RN        | 19,83    |          | EELV     | 11,87    |          | LR       | 10,98    | Tour unique                | Tour unique                | Tour unique                | Tour unique                | Tour unique                | Tour unique                | Tour unique                | Tour unique                | Tour unique                |
| Municipales 2020    |          | LR       | 60,44    |          | PS        | 20,69    |          | DVG      | 9,79     |          | EELV     | 9,07     | Liste élue au premier tour | Liste élue au premier tour | Liste élue au premier tour | Liste élue au premier tour | Liste élue au premier tour | Liste élue au premier tour | Liste élue au premier tour | Liste élue au premier tour | Liste élue au premier tour |
| Régionales 2021     |          | LR       | 25,95    |          | PS        | 24,65    |          | RN       | 16,57    |          | EÉLV     | 11,71    |                            | PS                         | 32,44                      |                            | LR                         | 29,12                      |                            | RN                         | 16,09                      |
| Présidentielle 2022 |          | LREM     | 27,29    |          | LFI       | 20,52    |          | RN       | 19,93    |          | LR       | 8,30     |                            | LREM                       | 61,38                      |                            | RN                         | 38,62                      | Pas de 3e                  | Pas de 3e                  | Pas de 3e                  |
| Législatives 2022   |          | LREM     | 23,56    |          | EÉLV      | 22,28    |          | LR       | 21,57    |          | RN       | 14,71    |                            | LR                         | 57,74                      |                            | EÉLV                       | 42,26                      | Pas de 3e                  | Pas de 3e                  | Pas de 3e                  |
| Européennes 2024    |          | RN       | 30,47    |          | PS        | 15,97    |          | RE       | 14,26    |          | LR       | 9,05     | Tour unique                | Tour unique                | Tour unique                | Tour unique                | Tour unique                | Tour unique                | Tour unique                | Tour unique                | Tour unique                |
| Législatives 2024   |          | LR       | 35,80    |          | RN        | 22,28    |          | EÉLV     | 29,95    |          | LO       | 1,94     |                            | LR                         | 64,30                      |                            | RN                         | 35,70                      | Retrait du 3e              | Retrait du 3e              | Retrait du 3e              |

### Administration municipale

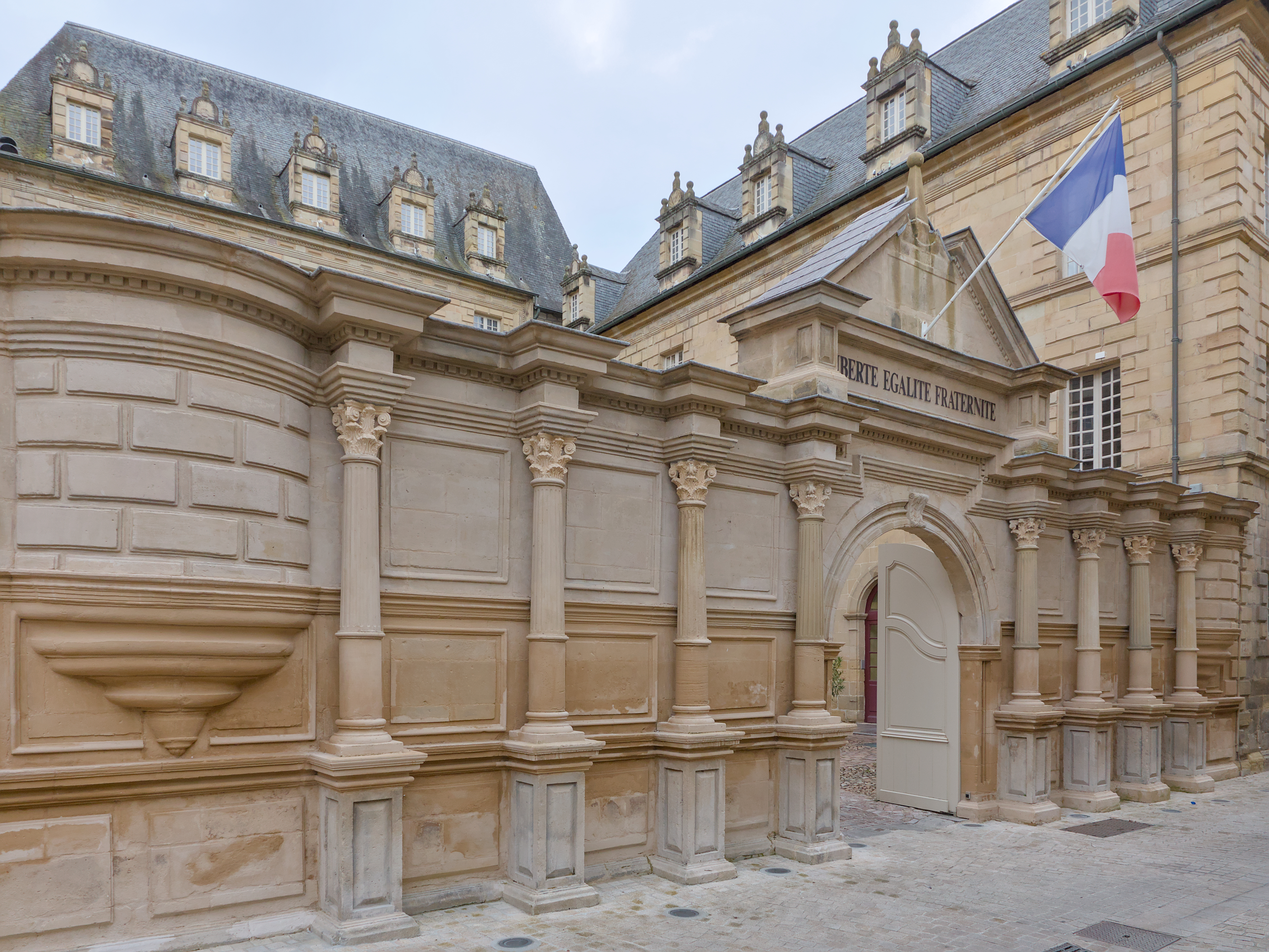
Mur à colonnade de l'ancien collège des Doctrinaires, aujourd'hui Hôtel de Ville.

La population de la commune étant comprise entre 40 000 et 49 999 habitants au recensement de 2014, quarante-trois conseillers municipaux ont été élus en 2014.

### Liste des maires
Frédéric Soulier (LR) est le maire de Brive-la-Gaillarde depuis 2014, il est réélu le 26 mai 2020 par le conseil municipal. Il succède à Philippe Nauche (PS).

### Politique de développement durable
La ville a engagé une politique de développement durable en lançant une démarche d'Agenda 21 en 2010.

### Découpage administratif
De 1790 à 1951, la commune était intégralement incluse dans le canton de Brive, devenu canton de Brive-la-Gaillarde.
De 1951 à 1982, la commune a été scindée entre le canton de Brive-la-Gaillarde-Nord et le canton de Brive-la-Gaillarde-Sud.
De 1982 à 2015, Brive-la-Gaillarde est chef-lieu de cinq cantons qui divisent son territoire communal :
- le canton de Brive-la-Gaillarde-Centre ;
- le canton de Brive-la-Gaillarde-Nord-Est ;
- le canton de Brive-la-Gaillarde-Nord-Ouest ;
- le canton de Brive-la-Gaillarde-Sud-Est ;
- le canton de Brive-la-Gaillarde-Sud-Ouest.

À la suite du redécoupage cantonal de 2014 en France, ces cinq cantons disparaissent en 2015 et la ville est divisée en quatre nouveaux cantons :
- le canton de Brive-la-Gaillarde-1 ;
- le canton de Brive-la-Gaillarde-2 ;
- le canton de Brive-la-Gaillarde-3 ;
- le canton de Brive-la-Gaillarde-4.

### Instances judiciaires et administratives

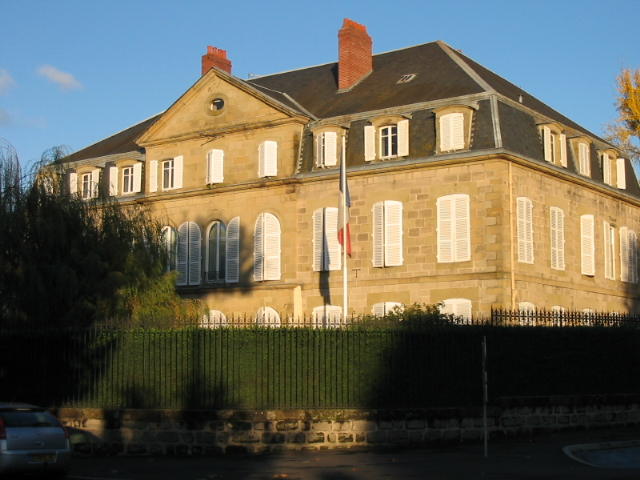
Sous-préfecture de Brive-la-Gaillarde.

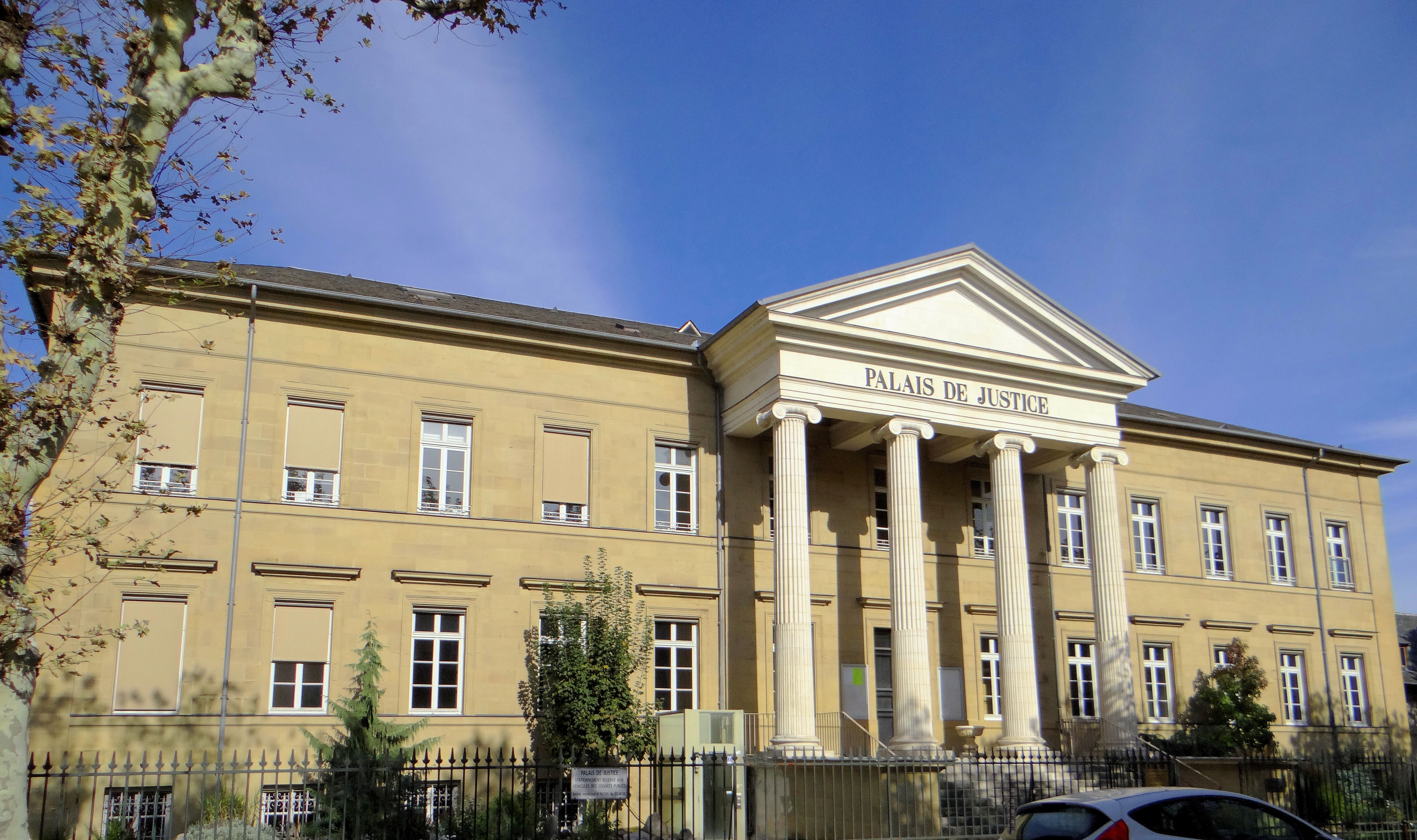
Palais de justice.

#### Sous-préfecture
La sous-préfecture de Brive-la-Gaillarde est située boulevard Jules-Ferry.

#### Justice
- Tribunal judiciaire, au Palais de justice, 2 boulevard du Maréchal-Lyautey ;
- Conseil des prud'hommes de Brive-la-Gaillarde, 6, rue Saint-Bernard.

### Jumelages
Au 2 mars 2022, Brive-la-Gaillarde est jumelée avec, :
- Douala III (Cameroun) depuis 1967 ;
- Dunstable (Royaume-Uni) depuis 1957 ;
- Guimarães (Portugal) depuis 1993, capitale européenne de la culture en 2012 ;
- Joliette (Québec) depuis 1985 ;
- Lauf an der Pegnitz (Allemagne) depuis 1985 ;
- Melitopol (Ukraine) depuis 1967 ;
- Platja d'Aro (Espagne) depuis 2000 ;
- Reus (Espagne) depuis 1985 ;
- Sikasso (Mali) depuis 1982 ;

Par ailleurs, depuis 1998, la commune a signé plusieurs contrats de partenariat avec la commune de Sikasso au Mali.

### Politique environnementale
Dans son palmarès 2024, le Conseil national de villes et villages fleuris de France a attribué trois fleurs à la commune.

## Population et société

### Démographie
L'évolution du nombre d'habitants est connue à travers les recensements de la population effectués dans la commune depuis 1793. Pour les communes de plus de 10 000 habitants les recensements ont lieu chaque année à la suite d'une enquête par sondage auprès d'un échantillon d'adresses représentant 8 % de leurs logements, contrairement aux autres communes qui ont un recensement réel tous les cinq ans,.

En 2022, la commune comptait 46 769 habitants, en évolution de −0,5 % par rapport à 2016 (Corrèze : −0,59 %, France hors Mayotte : +2,11 %).
| 1793  | 1800  | 1806  | 1821  | 1831  | 1836  | 1841  | 1846  | 1851  |
| ----- | ----- | ----- | ----- | ----- | ----- | ----- | ----- | ----- |
| 5 847 | 5 762 | 7 608 | 6 801 | 8 031 | 8 843 | 8 350 | 8 382 | 8 889 |

| 1856  | 1861  | 1866   | 1872   | 1876   | 1881   | 1886   | 1891   | 1896   |
| ----- | ----- | ------ | ------ | ------ | ------ | ------ | ------ | ------ |
| 9 384 | 9 854 | 10 389 | 10 765 | 11 920 | 14 182 | 15 707 | 16 803 | 18 111 |

| 1901   | 1906   | 1911   | 1921   | 1926   | 1931   | 1936   | 1946   | 1954   |
| ------ | ------ | ------ | ------ | ------ | ------ | ------ | ------ | ------ |
| 19 496 | 20 636 | 21 486 | 21 711 | 24 049 | 26 718 | 29 074 | 33 501 | 36 088 |

| 1962   | 1968   | 1975   | 1982   | 1990   | 1999   | 2006   | 2011   | 2016   |
| ------ | ------ | ------ | ------ | ------ | ------ | ------ | ------ | ------ |
| 40 175 | 46 561 | 51 828 | 51 511 | 49 765 | 49 141 | 50 009 | 48 267 | 47 004 |

| 2021   | 2022   | - | - | - | - | - | - | - |
| ------ | ------ | - | - | - | - | - | - | - |
| 46 599 | 46 769 | - | - | - | - | - | - | - |

#### Enseignement

##### Collèges

###### Établissements publics
- collège Jean-Lurçat ;
- collège Jean-Moulin ;
- collège d'Arsonval ;
- collège Georges-Cabanis ;
- collège Maurice-Rollinat ;
- SEGPA (section enseignement général professionnel adapté).

###### Établissements privés
- école et collège Bossuet ;
- école Jeanne-d'Arc ;
- école et collège Jean-Baptiste-de-La-Salle.
- école Notre-Dame.

##### Lycées

###### Établissements publics
- lycée d'Arsonval[79], bâti entre 1884 et 1886[80] ;
- lycée général, technologique et professionnel Georges-Cabanis[81] ;
- lycée général, technologique et professionnel Simone-Veil[82] ;
- lycée technique Lavoisier[83].

###### Établissements privés
- lycée Bossuet ;
- lycée technique Bahuet.

##### Enseignement supérieur
L'université de Limoges dispose d'un campus à Brive-la-Gaillarde :
- IUT génie électrique et informatique industrielle ;
- IUT gestion des entreprises et des administrations ;
- faculté des sciences et techniques des activités physiques et sportives STAPS : département sciences du sport ;
- Centre juridique de Brive de l'université de Limoges : capacité et licence de droit[85] ;
- école de gestion et de commerce de la Chambre de commerce[86] ;
- Institut briviste supérieur d'administration et de commerce (IBSAC) pour les formations niveau BTS[87] ;
- XLIM institut de recherche de l'université de Limoges au pôle universitaire[88] ;
- école de soins infirmiers[89] ;
- formations post-bac dans les lycées Georges-Cabanis, Danton et Marguerite-Bahuet.

### Vie culturelle

#### Conservatoires

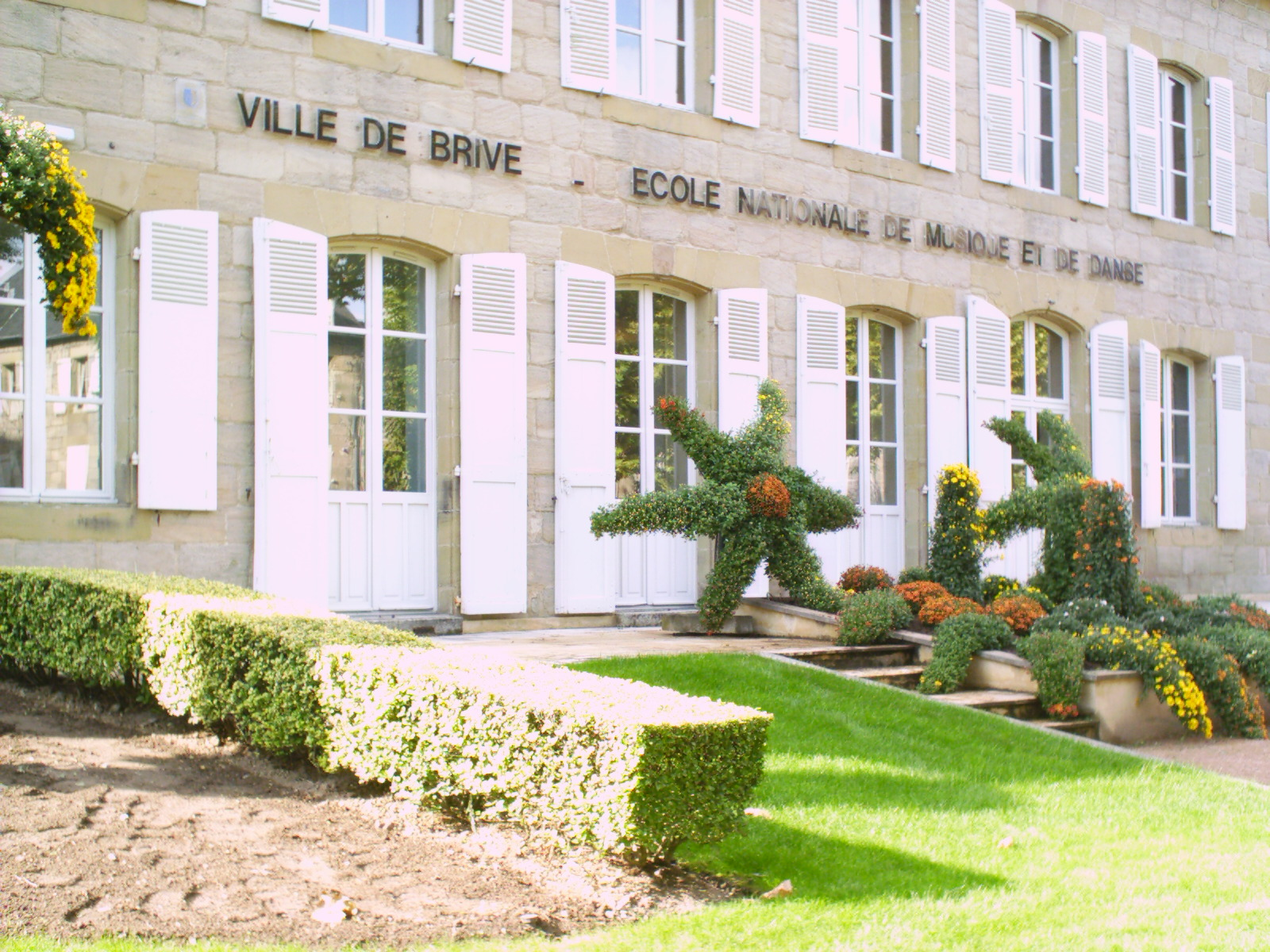
École nationale de musique et de danse.

- Conservatoire de Brive-la-Gaillarde[90] : conservatoire municipal de musique, danse et théâtre ;
- Centre municipal d'arts plastiques[91] : centre pour l'apprentissage, la découverte et la pratique du graphisme, du modelage. Le centre possède une section particulière pour préparer le concours d'entrée des écoles nationales d'enseignement artistique.

#### Médiathèque

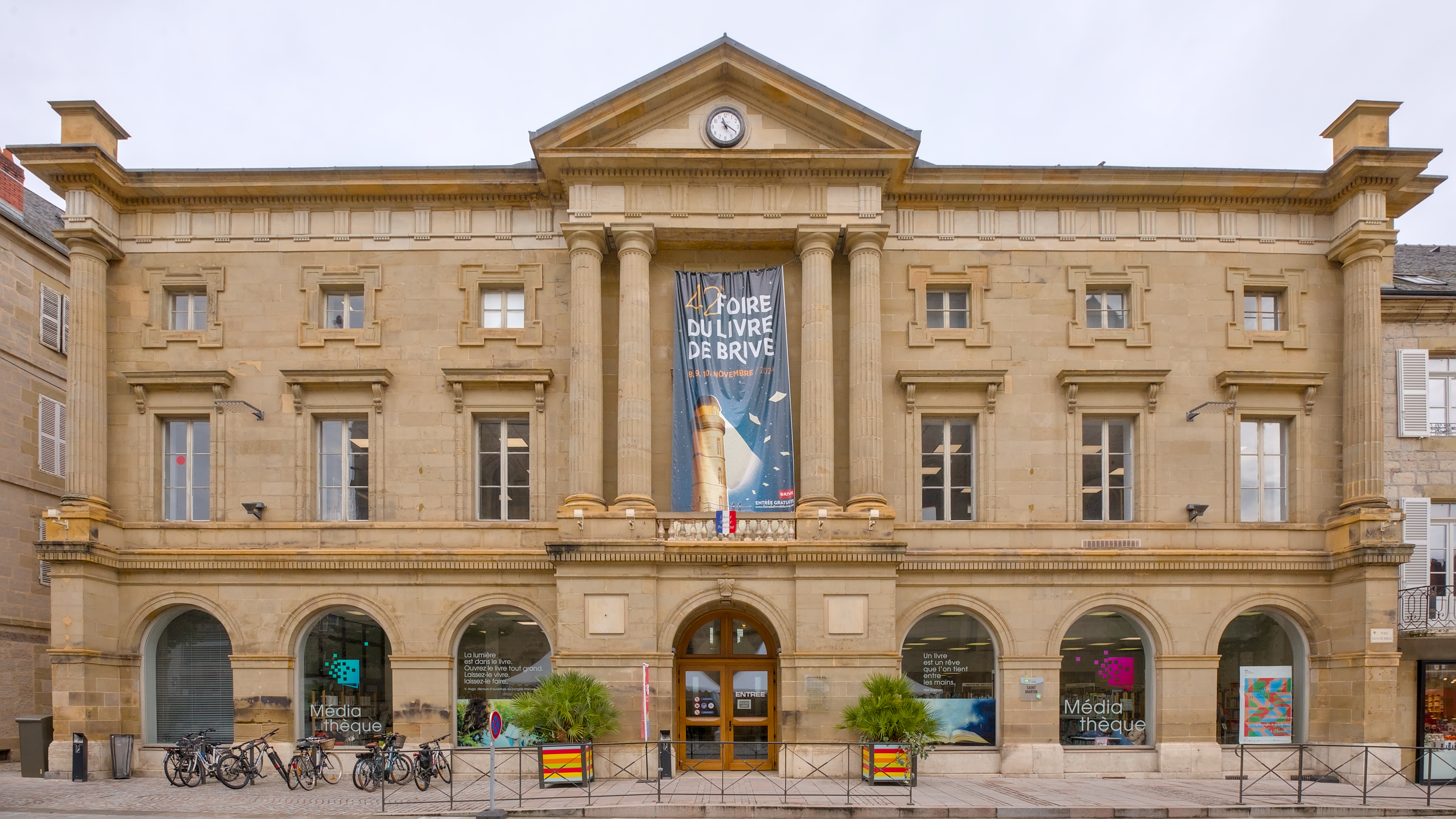
Médiathèque.

La ville de Brive-la-Gaillarde a créé une médiathèque dans l'ancien hôtel de ville, place Charles-de-Gaulle, et développé un réseau de lecture publique.

#### Archives
Le service des archives conserve les documents concernant l'histoire de Brive et son bassin de 1207 à nos jours. Installé depuis 2006 dans l'ancien logis des clarisses, le service accueille scolaires et grand public dans la découverte du patrimoine de Brive.

#### Manifestations et festivités
- la Foire du livre, est l'une des manifestations culturelles les plus importantes de l'année, le second évènement littéraire français après le Salon du livre de Paris selon la mairie[93]. La Foire est l'occasion de la remise du prix de la langue française. Elle réunit chaque année des centaines d'auteurs touchant à tous les genres littéraires. Jean d'Ormesson était le président lors de la première manifestation, en 1982. En 2008, c'est Frédéric Beigbeder qui était aux commandes, marquant la volonté municipale de renouvellement et de rajeunissement de cet évènement majeur de la rentrée littéraire. Chaque année, la Foire est ponctuée de spectacles, rencontres, lectures et autres expositions qui ont attiré quelque 130 000 visiteurs et 500 écrivains en 2005. Antoine Gallimard était le président pour la Foire 2011, Erik Orsenna en 2012 et l'édition 2013 fut présidée par Alain Mabanckou. L'édition 2024 étaitp lacée sous la présidence de l'écrivain et journaliste Jérôme Garcin[94].
  - prix 12/17 Brive-Montréal ;
- le Lovely Brive Festival se tient sur quatre jours en juillet (21e édition en 2025 avec notamment Hoshi, Lamomali, Clara Luciani, Mika, Rag'n'Bone Man, Shaggy et Soprano[95] ;
- les Orchestrades universelles sont organisées chaque année, au mois d'août. Environ 700 musiciens du monde entier âgés de 10 à 25 ans et adeptes de tous les types de musique, se retrouvent et organisent pour l'occasion une soixantaine de concerts gratuits dans de grands lieux historiques, rues et autres salles de spectacles de Brive et de l'agglomération. Les Orchestrades sont provisoirement interrompues. La ville est rentrée dans le Livre des records en 1993 avec un concert qui a regroupé plus de 1 000 musiciens et chanteurs lors des Orchestrades universelles. Depuis le record d'un orchestre de musiciens amateurs a été battu par le Canada au début des années 2000 avec plus de 6 000 musiciens ;
- le Festival de la Vézère est un festival de musique classique qui se déroule chaque été, pendant les mois de juillet et août, à Brive et sur tout le département de la Corrèze depuis 34 ans. Il réunit plus de 8 000 spectateurs et accueille des artistes de renommée internationale : Barbara Hendricks, Philippe Jaroussky, Chœur Accentus, Yuri Bashmet, Teresa Berganza, Abdel Rahman El Bacha, Hélène Grimaud, Patricia Petibon, Vivica Genaux, Simone Kermès, Valer Sabadus, Concerto Köln… Le Festival a animé depuis 1981 plus de 25 communes depuis 30 ans et s’ouvre régulièrement vers de nouveaux lieux du patrimoine ;
- la ville organise, en partenariat avec la Société des réalisateurs de films, le Festival du cinéma de Brive - Rencontres du moyen métrage au cinéma Rex à l'issue duquel sont remis le grand prix du festival, le prix du jury, deux mentions et un prix du public ;
- en été « Brive Festival », aujourd'hui propriété du groupe Vivendi, est devenu un vrai festival, grâce à des musiciens très divers (jazz, rock…) et des danseurs ethniques venant de toutes cultures ;
- « Les Cafés de l'été », tout l'été, des groupes connus ou moins connus, de toutes sortes de musique, font leur spectacle dans les bars de Brive et des environs ;
- le Festival de l'élevage se propose d'importer « la campagne » au cœur de la ville et de renouer avec la tradition des vraies foires d'autrefois. Avec ses 15 000 m² dédiés en centre ville, le festival accueille une centaine d'éleveurs et producteurs, et près de 600 animaux[96].
- 4 Foires Grasses en hiver (foires où sont primées foies gras et truffes) les 1ers samedis de décembre, janvier, février, mars et foire aux chapons le 2e samedi de décembre ;
- en 2006, la ville de Brive a obtenu le label « Ville amie des enfants » décerné par l'UNICEF, grâce à l'initiative de son conseil municipal des jeunes[97] ;
- Festival du cinéma de Brive : rencontres européennes du moyen métrage qui ont lieu en avril.

#### Musées
- Musée Labenche ;

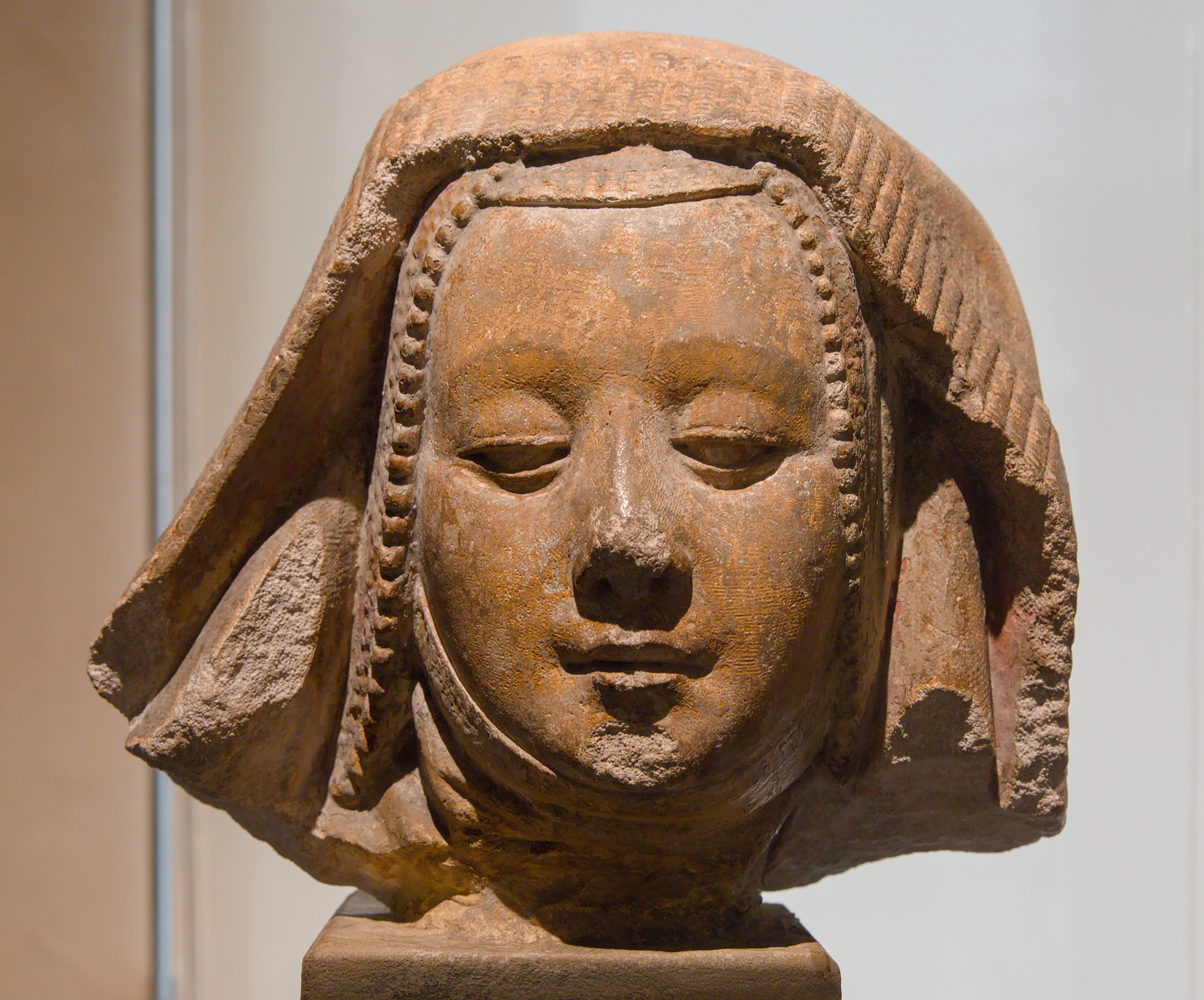
La Bernardine, tête sculptée (peut-être de la Vierge Marie) en calcaire polychrome, exposée au Musée Labenche.

- Centre et musée Edmond-Michelet[98],[99].

#### Centre d'art contemporain
- Le Garage, inauguré 6 décembre 2013 et fermé le 15 janvier 2017[100].

#### Société savante
- Société scientifique, historique et archéologique de la Corrèze fondée en 1878.

#### Danse
La ville assure des résidences dans la ville de Brive[pas clair] de la Compagnie Hervé-Koubi.

#### Théâtre
- théâtre municipal, 1, avenue de Paris[102] ;
- théâtre de la Grange, 12, rue René Glangeaud[103].

#### Musique
Brive est la ville d'attache de la Camerata vocale de Brive, ensemble vocal dirigé par Jean-Michel Hasler et constitué d'un chœur professionnel, l'Ensemble Chronochromie, d'un chœur amateur et du Jeune Chœur du Limousin, et proposant de nombreuses activités pédagogiques en lien avec le conservatoire à rayonnement départemental de la ville. La Camerata vocale de Brive possède une discographie importante et s'est produite avec ses trois composantes dans les plus grands festivals français et européens. Son directeur a en outre reçu le prix de l'Académie des beaux-arts en 1992.
L'ensemble vocal de Brive, dirigé par le compositeur et chef de chœur Christophe Loiseleur des Longchamps, est le chœur le plus ancien de cette ville. Fondé en 1965 par Henriette Cassaing (1942-2017), il produit chaque année un programme avec orchestre sur les messes, requiems ou oratorios du répertoire occidental. Il est constitué, selon les années, de 50 à 80 choristes et travaille avec des solistes invités de réputation nationale ou internationale.
La commune a mis en place des studios, permettant aux musiciens de pouvoir jouer et créer dans des conditions quasi professionnelles.
Le Festival de la Vézère, festival de musique classique, se déroule chaque été à Brive et sur tout le département de la Corrèze depuis 34 ans. Il réunit plus de 8 000 spectateurs et accueille des artistes de renommée internationale : Barbara Hendricks, Philippe Jaroussky, Chœur Accentus, Yuri Bashmet, Teresa Berganza, Abdel Rahman El Bacha, Hélène Grimaud, Patricia Petibon, Vivica Genaux, Simone Kermes, Valer Sabadus, Concerto Köln...

##### Chansons
Georges Brassens a écrit une chanson humoristique dont l'action se déroule au marché de Brive-la-Gaillarde (Hécatombe). Pour rendre hommage à l'artiste, la halle centrale de Brive, place de la Guierle, porte son nom.
Dans la chanson « Quand les andouilles voleront », Georgius indique qu'Onésime Dumou, est natif de Brive-la-Gaillarde,

#### Cinémas
- Méga CGR Brive : composé de neuf salles équipées numérique et 3D et inauguré le 27 juin 2001, il remplace les deux anciens cinémas CGR Rex et CGR Splendid ;
- Le Rex : composé de trois salles, il est labellisé « art et essai » et cinéma de recherche. Le bâtiment, construit dans les années 1930 dans le style paquebot, est classé à l'inventaire supplémentaire des monuments historiques.

#### Gastronomie

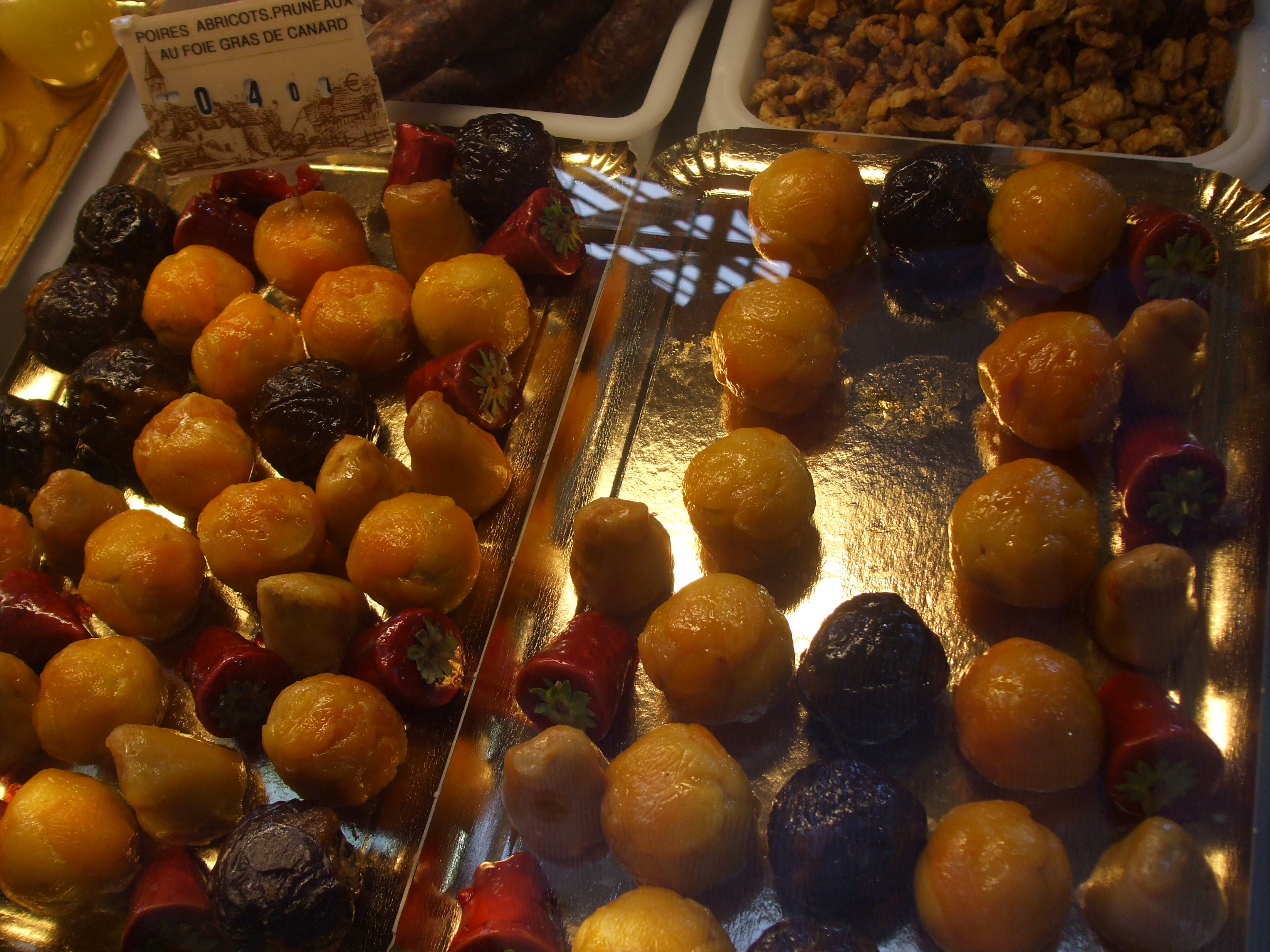
Fruits au foie gras, marché de Brive-la-Gaillarde.

- la moutarde violette de Brive, faite à base de moût de raisin ; l'origine de cette moutarde remonte au moins au XIVe siècle lorsque le pape corrézien Clément VI, frère du vicomte de Turenne, fit venir en Avignon, le moutardier de Turenne près de Brive ;
- les divers cafés torréfiés par la Maison Bogota ;
- la liqueur de noix, le pays de Brive étant à 100 m d'altitude c'est une région de noyers. Les distilleries de Brive se font livrer les noix des environs bénéficiant de l'AOC « noix du Périgord ». Les noix sont ramassées vertes, « en lait ». Elles sont ensuite pressées, donnant un jus vert astringent que l'on additionne de sirop de sucre ;
- le vignoble du pays de Brive a été détruit par le phylloxéra à la fin du XIXe siècle ;
- le foie gras : tous les ans en hiver ont lieu quatre Foires grasses, où sont primés les plus beaux foies, les plus belles oies et une foire aux chapons. Cependant, on trouve ces produits sur le marché de Brive, sous la halle Brassens, tous les samedis matin en hiver. Avant de gaver les oies au maïs, on les gavait au blé et aux figues. Aujourd'hui il est courant de trouver sur les marchés des figues farcies au foie gras ;
- la truffe : dès que l'on quitte Brive vers le sud, on arrive sur un sol calcaire propice à la récolte de la truffe, en particulier en hiver, la Truffe noire Tuber Melanosporum. Lorsque le vignoble fut détruit, on remplaça les vignes par des plantations de chênes truffiers ou de noisetiers. Ces arbres sont mycorhizés, c'est-à-dire plantés jeunes, provisoirement, avec de la truffe, avant d’être plantés définitivement dans une truffière ;[réf. nécessaire]
- la maison Denoix, fondée en 1839, produisant le « Quinquinoix », la « Suprême Denoix » et la « Moutarde Violette de Brive », a reçu en 2007 le label d'État « Entreprise du Patrimoine Vivant »[111].

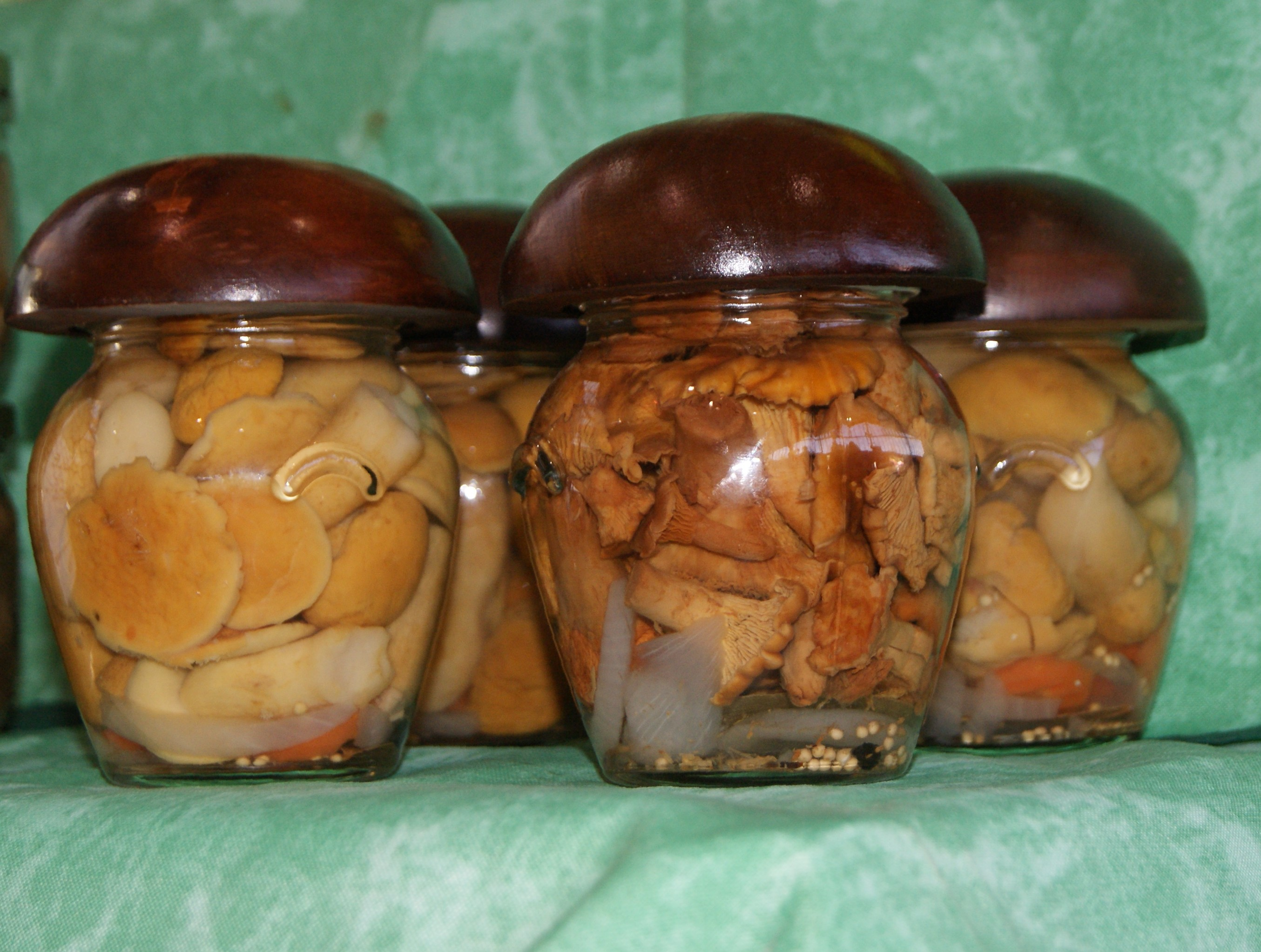
Girolles au marché de Brive.

### Sports
- Ville la plus sportive de France en 1989 (L'Équipe[source insuffisante]).

#### Clubs
Parmi les clubs sportifs de la ville, il faut distinguer le CA Brive, club omnisports disposant d'une section rugby à XV, devenue championne d'Europe en 1997, notamment sous l'impulsion de son président Patrick Sébastien. La section Volley joua le championnat de PRO B pour la saison 2008-2009.
Le principal club de football de la ville est l'ESA Brive, parvenu en quart de finale de la coupe de France en 2004.
Le lac du Causse, qui dépend de la ville de Brive, a accueilli le 8e championnat du monde universitaire d’aviron (sport) en septembre 2004 et a été désigné par le congrès de la Fédération internationale des sociétés d’aviron pour organiser le championnat du monde junior d’aviron en 2009, préféré à celui des Jeux olympiques d’Atlanta de 1996.
L'équipe féminine du club de Brive Triathlon évolue en 1er division[Quand ?] de la discipline. En 2005, Juliette Bénédicto, sociétaire de ce club, est devenue championne du monde juniors à Madère.
Le Handball Brive Corrèze est un club de handball français qui a évolué en championnat de France garçons de moins de 18 ans pendant les saisons 2007-2008, 2008-2009 et 2009-2010. Les seniors masculins ont accédé à la Nationale 3 en 2011-2012. Les seniors filles ont joué en championnat de France N2 pendant la saison 2000-2001.
Le Brive Hockey Club évolue en Division 3 du Championnat de France de Hockey sur glace[Quand ?]
Brive a participé en 2009 à Intervilles. L'équipe briviste composée de 15 gaillardes et gaillards a rencontré Valenciennes à Amnéville le 28 juin 2009 et l'émission a été diffusée le 12 août sur France 3.

##### Stades
- stade Amédée-Domenech ;
- stade d'athlétisme Georges-Lapeyre ;
- stade André-Pestourie, avenue du 18-Juin ;
- stade Gaëtan-Devaud, rue Léonce-Bourliaguet[112] ;
- stade nautique de la ville de Brive[113] ;
- base nautique[114] ;
- golf municipal de Brive Planchetorte[115].

### Garnisons
Unités militaires ayant été en garnison à Brive :
- 14e régiment d'infanterie, 1906 ;
- 126e régiment d'infanterie, depuis 1907.

### Médias

#### Presse locale
- La Montagne Brive ;
- Brive mag', magazine municipal d'information[116].

#### Radios locales
Plusieurs radios locales sont proposées à Brive :
- Virgin Radio Limousin (88.1 FM) : programme local de Virgin Radio réalisé depuis Brive. Elle propose des flashs d'informations locales et des programmes locaux ;
- RCF Corrèze (91.4 FM) : radio locale du Diocèse de Tulle[117]. Il y a aussi un studio dans Brive ;
- Chérie FM canal 19 (92.1 FM) : antenne locale de Chérie FM dans la Corrèze à la suite du rachat de Canal 19[118] ;
- Radio Grand Brive (94.3 FM) : radio associative basée à Objat. Avant janvier 2012, elle s'appelait « Canal Bleu »[119] ;
- Bréniges FM (95.6 FM) : radio associative historiquement Malemortoise basée à Brive se trouvant 8 Rue Fernand Delmas[120] ;
- RFM Corrèze (96.2 FM) : antenne locale de RFM pour Brive et Tulle (96.3 FM). Elle a commencé à émettre récemment dans le Lot[121] ;
- Sud Radio a une fréquence sur Brive, le 97.8 FM ;
- France Bleu Limousin est présente à Brive sur la fréquence 100.9 FM ;
- Totem, une des principales radios commerciales de la région Occitanie émet à Brive sur 102.4 FM avec un bureau local au 65, boulevard Henri-de-Jouvenel.

#### Télévision locale
La chaîne publique France 3 Limousin, antenne locale de France 3 Nouvelle-Aquitaine, est présente à Brive grâce au site TDF de Lissac-sur-Couze et au site Towercast de l'impasse du Tilleul. Elle a un bureau local à Brive, au 18 rue Marcellin Roche.
La chaîne privée Télim TV émettait à Brive depuis les mêmes émetteurs que France 3 Limousin et les autres chaînes de la TNT. Le 25 novembre 2016, elle cesse d'émettre à la suite d'une liquidation judiciaire.

### Cultes

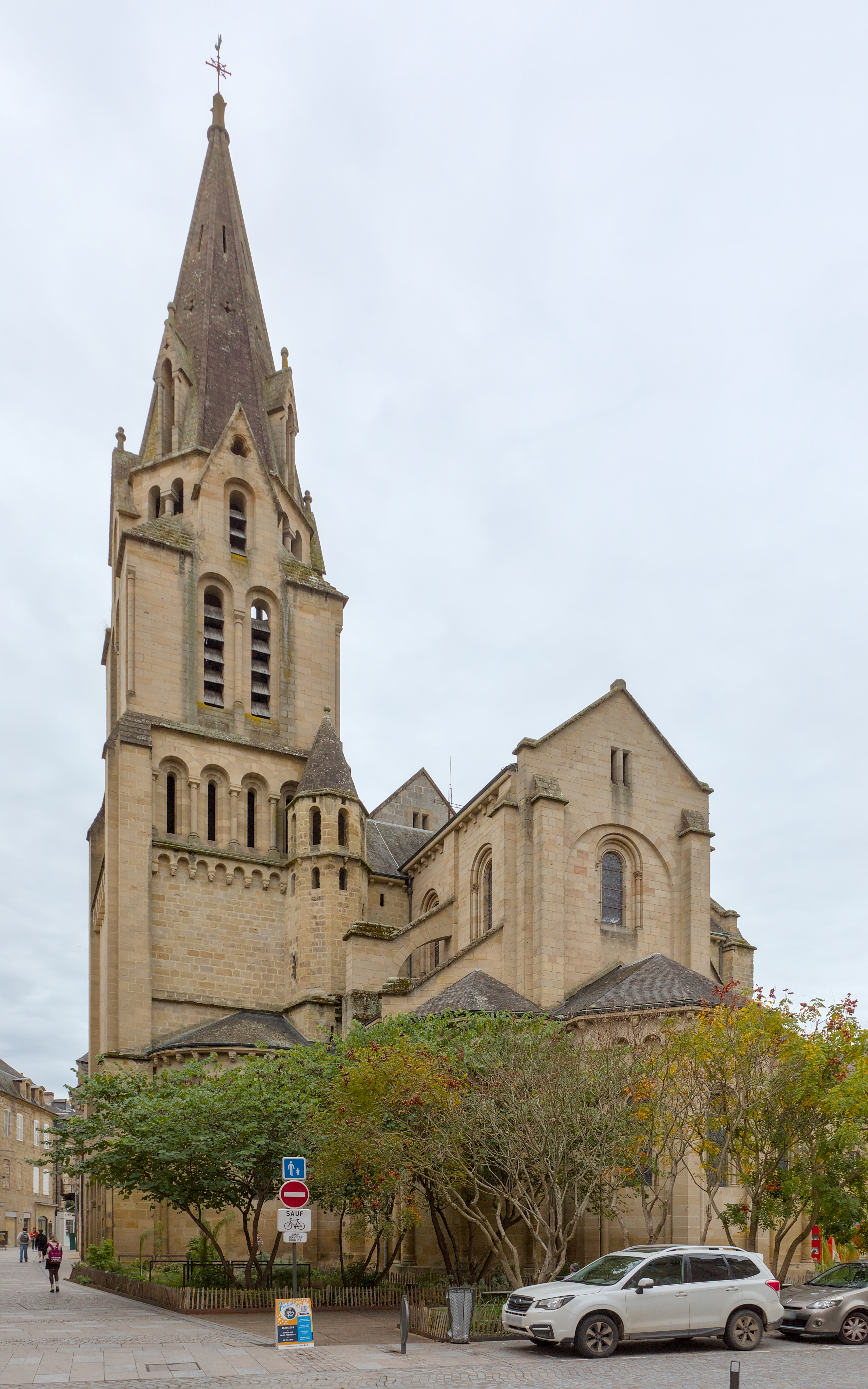
La collégiale Saint-Martin.

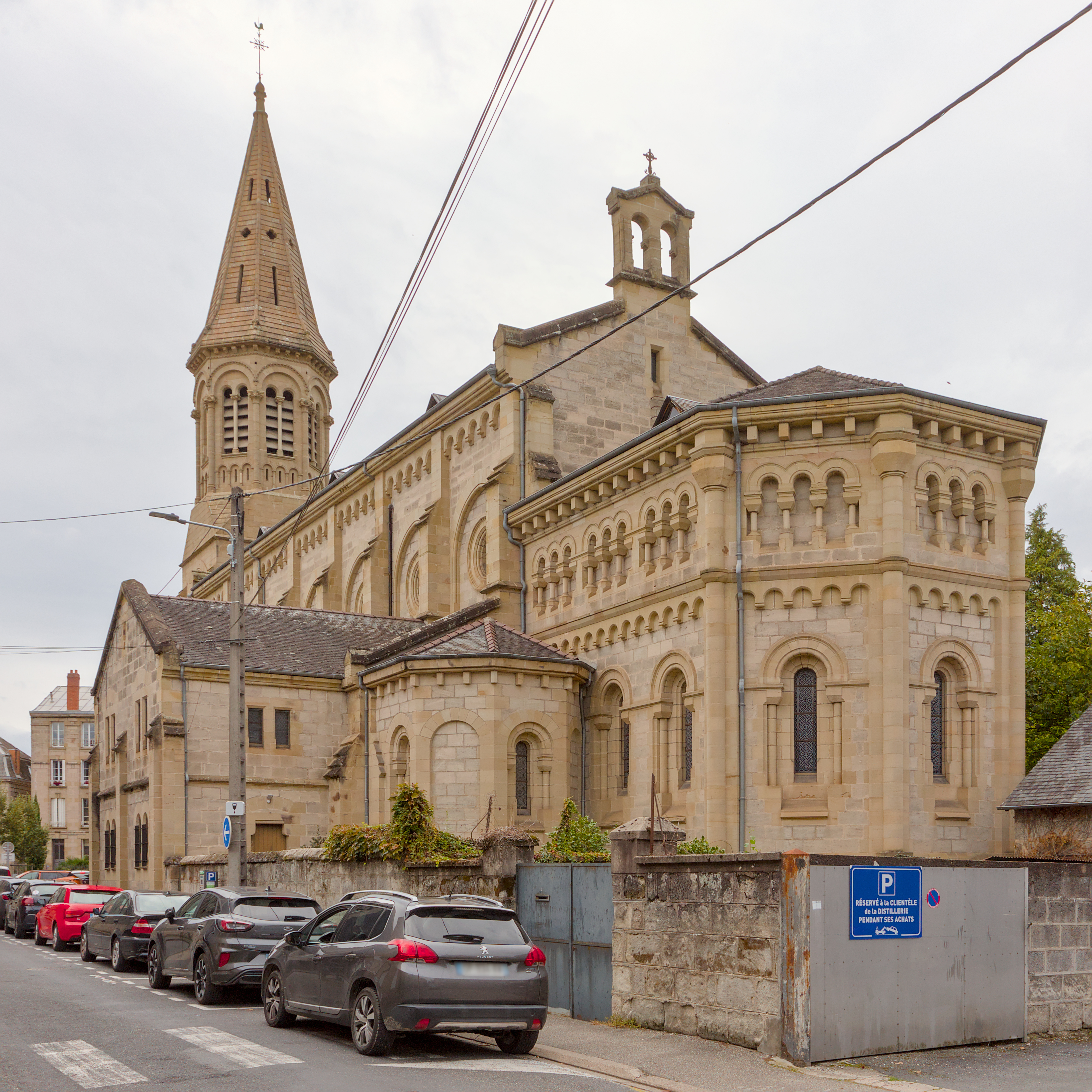
L'église Saint-Sernin.

#### Églises catholiques
- Collégiale Saint-Martin.
- Église Saint-Sernin.
- Église Saint-Thérèse des Chapélies.
- Église Saint-Paul de Rivet.
- Église du Sacré-Cœur des Rosiers.
- Église Notre-Dame-de-Lourdes d'Estavel.
- Sanctuaire des grottes de saint Antoine, église, monastère, pèlerinage, hôtellerie.
- Chapelle Saint-Libéral.
- Chapelle de l'ancienne école Bossuet.
- Chapelle de l'ancien collège des Doctrinaires.
- Chapelle de l'ensemble scolaire Jeanne d'Arc.
- Chapelle de la Providence.
- Chapelle Notre-Dame-de-la-Paix de Marcillac.
- Chapelle de l'ancien orphelinat Dumyrat.

#### Églises protestantes
- Temple protestant de Brive-la-Gaillarde, inauguré en 1900, de l'Église protestante unie de France[123]
- Église évangélique Souffle de Vie[124].
- Église évangélique baptiste[125].

#### Islam
- Mosquée El Fath.

#### Témoins de jéhovah
- Salle du royaume.

### Santé
- centre hospitalier de Brive-la-Gaillarde, 3, boulevard Docteur-Verlhac[126] ;
- clinique Saint-Germain ;
- clinique des Cèdres ;
- plusieurs maisons de repos.

## Économie
Brive-la-Gaillarde est la première ville économique de la Corrèze et la dixième ville de la région Nouvelle-Aquitaine. À une trentaine de kilomètres de Tulle, l'Agglomération du Bassin de Brive compte 107 000 habitants et 8 000 établissements selon l'INSEE.
Brive et son Agglomération se caractérisent par la présence d’entreprises diversifiées ayant montré au fil des années une forme de résilience particulière face à la crise économique.
Le territoire se compose de filiales de grands groupes et de nombreuses PME-PMI familiales et performantes. Il offre un tissu économique très varié autour :
- des grandes filières industrielles de l’agroalimentaire, la mécanique, l’électronique, la cosmétique, le bois, le BTP et l’environnement ;
- d’un secteur tertiaire dynamique avec le transport et la logistique, l’informatique, le numérique, l’impression, l’intérim, la santé et les services à la personne ;
- d’activités commerciales et touristiques développées.

### Histoire du développement économique de Brive
Avant l’arrivée de Jean Charbonnel à la mairie de Brive en 1966, la ville de Brive était considérée comme une cité marchande. Les ruraux des villages alentour venaient en ville pour se rendre à l'hôpital de Brive ou réaliser leurs achats, surtout les jours de foire et notamment les foires grasses.
Entre 1966 et 1995, Jean Charbonnel transforme la ville sur le plan économique. Il œuvre pour dynamiser la ville et ouvre le foncier à l’ouest pour l’implantation de nouvelles entreprises. La zone de Beauregard, puis la zone du Teinchurier sont les deux premières grandes zones industrielles de la ville. Entre 1972 et 1974, Jean Charbonnel est aussi ministre du Développement industriel et scientifique. À Brive, il met en place une politique d’accueil des entreprises très compétitive avec un prix du foncier très attractif. Il s’appuie par exemple sur les richesses agricoles du territoire pour inciter Blédina, dénommé à l’époque Diépal, à venir s’installer à Brive en 1972.
Aujourd’hui, la ville est toujours le grand centre commercial d’un territoire attirant les habitants du Périgord en Dordogne et des Causses du Quercy dans le Lot. Sa zone de chalandise avoisine les 200 000 habitants. À leur tour, les différents maires ont réussi à modeler l’équilibre économique du territoire de Brive autour des sphères primaire, secondaire et tertiaire.
En 2000, la Communauté d’Agglomération de Brive, qui compte au départ 16 communes, est créée. Le développement économique est la première compétence obligatoire de l’Agglomération. Pour l’exercer, l’agglomération est dotée d’une société d'économie mixte appelée « Brive Énergies » qui est chargée du développement économique de la ville. Il poursuit l’aménagement et le développement de grandes zones d’activités à l’ouest comme le Parc Economique de Brive Ouest (PEBO) sur 95 hectares. Brive Énergie se charge essentiellement de la commercialisation de ces espaces fonciers.
Durant cette période, beaucoup d’efforts sont également concentrés sur le développement touristique du territoire. L’Office de Tourisme de Brive crée la marque "100 % Gaillard" et met en place une stratégie de marketing touristique grâce notamment au Brive Festival. Depuis une dizaine d’années, Brive et ses alentours sont devenus une destination touristique reconnue. Cette reconnaissance est marquée en 2016 par l’édition d’un guide du routard Brive-la-Gaillarde et son pays.
Les projets de développement d’immobilier d’entreprise sont portés conjointement par l’Agglomération du Bassin de Brive et la Chambre de Commerce et d’Industrie de la Corrèze. À Saint-Viance, la pépinière Novapole accueille ses premiers créateurs d’entreprise à partir de 2007. Ils sont spécialisés dans le service ou la production agroalimentaire et bio-industrie. En 2009, Startech, la seconde pépinière et hôtel d’entreprises est créée sur la zone d’activité commerciale du Mazaud à Brive. Elle est consacrée au secteur de l’électronique, des nouvelles technologies et des services aux entreprises.
En 2014, l’Agglo du Bassin de Brive décide de confier la compétence économique à la SPL de Brive et son Agglomération.
Au 1er janvier 2016, le territoire de l’Agglo du Bassin de Brive s'agrandit pour passer de 16 à 48 communes. L’ouverture du foncier pour les entreprises se poursuit vers l’ouest de la ville. L’aménagement de la zone d’activité de Brive-Laroche sur l’emprise de l’ancien aéroport de Brive agrandit les surfaces destinées aux activités de 40 hectares.
Pour mutualiser leurs forces, la CCI de la Corrèze et l’Agglomération du Bassin de Brive inventent en 2015 Brive Entreprendre.

### Répartition du nombre d’établissements par secteurs d’activités
|                                                  | Nombre | %    |
| ------------------------------------------------ | ------ | ---- |
| Ensemble                                         | 8 117  | 100  |
| Industrie                                        | 767    | 9,4  |
| Construction                                     | 1 074  | 13,2 |
| Commerce, transport, hébergement et restauration | 2 598  | 32,1 |
| Services aux entreprises                         | 1 944  | 23,9 |
| Services aux particuliers                        | 1 734  | 21,4 |

Source : INSEE - dossier complet CA du Bassin de Brive - Répertoire des entreprises et des établissements SIRENE 01/01/2017

### Mécanique, électronique, Mécatronique
Il existe une forte représentation de PME-PMI industrielles. Elles ont accumulé des savoir-faire reconnus dans les domaines de la mécanique et de l’électronique, et de leur combinaison (mécatronique) mais également de la sous-traitance aéronautique-spatial-automobile, avec une spécialisation en électronique - Optique et en mécanique industrielle-métallurgie bénéficiant de l'influence de la Mecanic vallée.
Entreprises de mécanique générale, mécanique de précision, maintenance industrielle, machines spéciales forment un ensemble diversifié de sociétés de toutes tailles.
Les fleurons de la filière mécanique - électronique implantés à Brive sont Photonis, Thales, AD Industrie, Précision Mécanique de Brive, Brown Europe, GMD Eurocast Euclide.
Ils sont entourés de TPE-PME comme ACTI Metal Industrie, Deshors Moulage, CAMCI Metal, SIRMET SAS, Mecalim, Mécalliance AMGP et innovantes comme M-Tecks EAC, I3D Concept, Concept Soudage, PRANA R&D, etc.

### Agroalimentaire
Autour de la production et la transformation de viande, des fruits, des légumes et des plantes, se sont développées de grandes entreprises de taille variée : Blédina/Danone, Intermarché/Delvert, la Maison Lepetit, Bovetti, Gelpass/Francep, Fruinov, Pagès-Vedrenne, La Noix Gaillarde, La Distillerie des Terres Rouges/Renaud-Cointrau, Krill, Cavia.r, le groupe Carnivor et de Fipso.
Non loin de Brive, Andros est installé à Biars-sur-Cère dans le Lot. Employant 7 400 personnes, cette société est un acteur incontournable de la filière agroalimentaire du bassin de Brive et est partenaire du Club de Rugby de Brive, le CABCL.
À 5 minutes des axes autoroutiers, la zone de la Nau implantée sur le territoire de la commune de Saint-Viance est consacrée au développement des activités des secteurs de l’agroalimentaire et des biotechnologies. Depuis 2007, la pépinière Novapôle accompagne l’implantation de jeunes entreprises de l’agroalimentaire innovantes comme Alter Nutrition, ou Vegesens.
En 2018, l’implantation d’un relais local du pôle de compétitivité Agri Sud Ouest est l’une des preuves du dynamisme de la filière agroalimentaire du bassin de Brive. Agri Sud-Ouest se positionne au cœur du tissu local pour créer des réseaux entre les entreprises et les différents acteurs du monde agricole, de l’agroalimentaire et de l’agro-industrie.

### Bois, ameublement et papier
À Brive, le bois représente une filière industrielle complète. Les entreprises œuvrant dans ce secteur sont proches de la ressource naturelle. De la forêt aux technologies avancées, TPE et groupes nationaux maillent le paysage et travaillent davantage sur la 2e transformation du bois : industrie du papier carton, scieries, fabricants de parquet, emballages en bois, palettes, tonnellerie, entreprises d’ameublement et commerces de gros.
Les entreprises reconnues de ce secteur sont pour la tonnellerie (Foudrerie François, Brive Tonneliers et Tonnellerie Saury), pour la scierie (Arbos, Valade et Fils, Soulier Philippe), pour l’emballage bois, papier et carton (Brj emballage, Arbopal, Allard Emballage du groupe Valois, Soflog Tellis, Emballage Industriel du Limousin), pour l’agencement :  Sud Ouest Étalage du Groupe Lindera, Lamellux.

### Cosmétique et biotechnologie
Cette filière s’est construite autour de deux grandes entreprises : Sothys et Silab.
Sothys est une entreprise familiale créée en 1946 par la famille Mas. Son siège se situe à Brive. Elle développe, produit et distribue des produits de beauté haut de gamme auprès des professionnels. Ses produits sont distribués dans le monde entier.
Silab, plus jeune, créée en 1984, est devenu leader sur son marché, celui des actifs biologiques. Elle développe, fabrique et commercialise ses produits auprès de grands noms de l’industrie cosmétique. Elle emploie 290 collaborateurs dont 90 chercheurs.

### Bâtiment et travaux publics
La filière BTP est structurée autour de grands groupes nationaux et d’entreprises anciennes familiales qui sont transmises de génération en génération. Eurovia, Colas, Siorat/groupe NGE, Devaud TP, Miane et Vinatier, Corrèze fermetures, Coudert construction, Allez et Cie, Parouteau Industrie, Lacoste et fils, Hervé thermique ou SEBTP sont autant d’entreprises qui font vivre cette filière sur le territoire. Ce secteur compte plus de 460 entreprises et représente 2 500 emplois.

### Transport et logistique
Brive est située au carrefour des axes Paris-Toulouse et Bordeaux-Lyon, portés par les autoroutes  A20 et A89, à 2h de Bordeaux et de Toulouse. De cette situation géographique privilégiée pour une ville moyenne, le territoire de Brive a su accueillir des implantations multiples de transporteurs logisticiens nationaux et internationaux. L’ouest de la ville jusqu’à la zone de la Gare développée le long de l’A20 dans la commune d’Ussac est le centre névralgique des échanges logistiques où se côtoient grands groupes et entreprises familiales : Géodis Bernis, Schenker-Joyau, Veyres-Perié, transport Froidefond, Transport Verlhac, Chronopost, Viapost, Colissimo, Transport Madrias, STEF, XPO Logistics Europe, agence TNT ou encore Mondial Relay. Ce secteur regroupe près de 90 entreprises et plus de 1 500 salariés.

### Informatique et numérique
L’accès à la fibre optique ou au très haut débit (THD) est un critère très important pour les entreprises. Grâce au déploiement du THD sur son territoire, la filière numérique naissante et performante poursuit sa construction autour d’entreprises des secteurs de la communication, des infrastructures et du matériel informatique, du conseil et accompagnement en stratégie digitale, des applications et logiciels informatiques.
Il s’agit d’une filière d’opportunités et d’emplois en constante évolution soutenue par des représentants de la filière. L’ALIPTIC (Association Limousine des professionnels des technologies de l’information et de la communication) a pour mission de développer l’appui des TIC aux filières stratégiques du territoire et de valoriser son image. Le 400 est un tiers lieu, un lieu de partage (partage d’espaces de travail, de compétences et de matériel) créé à Brive en 2017 destiné au numérique, au co-working, aux médias et à l’image. Elles portent des initiatives et des événements innovants visant à promouvoir le développement de la filière comme la Start Up Battle et les 48 h du numérique à Brive.

### Commerce
Brive et sa région représentent un marché local de plus de 200 000 habitants[réf. nécessaire].

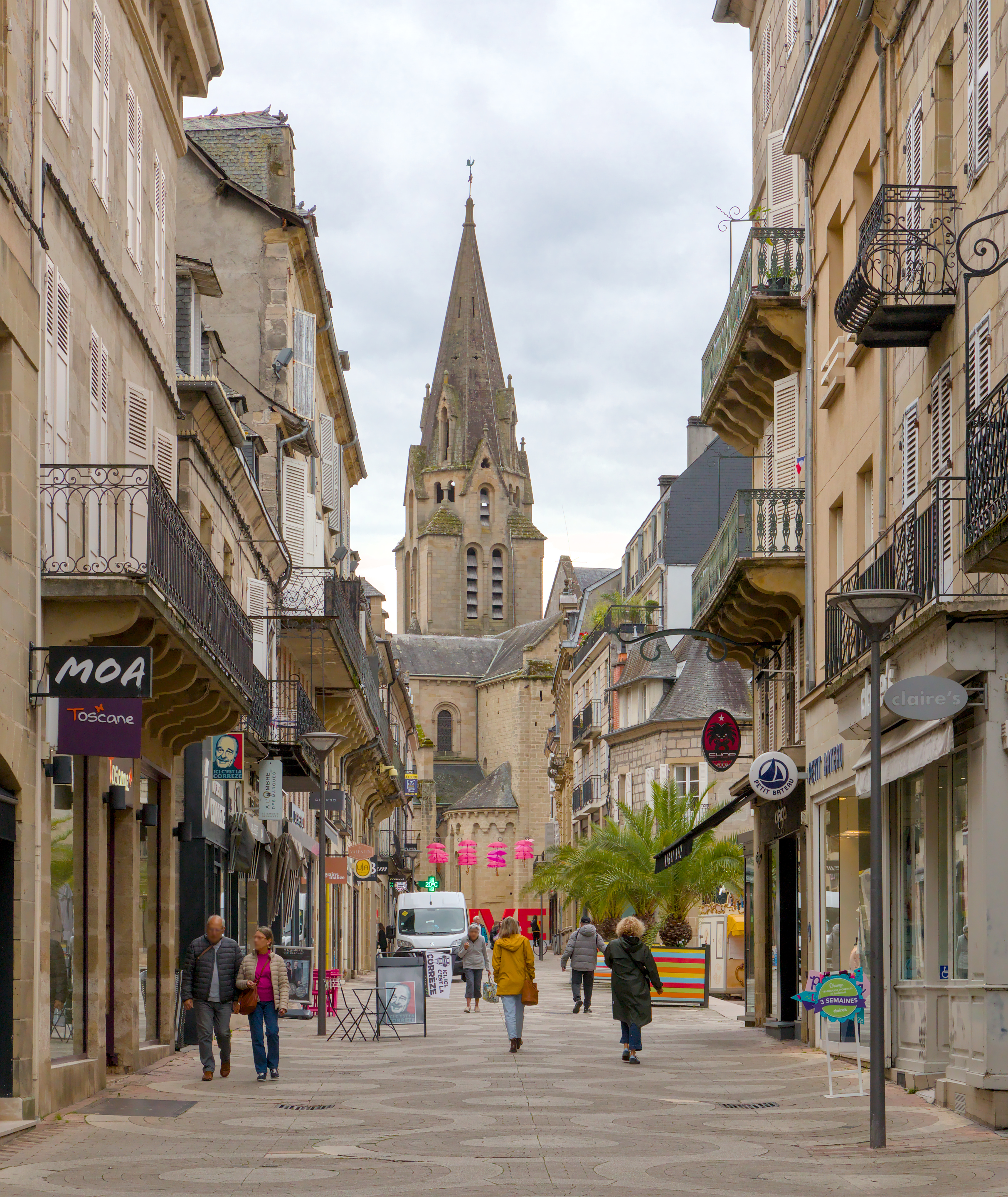
La rue Toulzac, une rue commerçante du centre-ville.

Dans les années 2000, Brive-la-Gaillarde fut utilisée comme « laboratoire grandeur nature » pour tester de nouveaux produits de grande consommation. Les habitants de Brive sont jugés représentatifs de la population française par TNS Sofres, car isolés du reste de la région. Ainsi, les nouveaux produits sont testés dans les super et hypermarchés partenaires de TNS Sofres.
Dans les rues du centre-ville de Brive, se mêlent près de 500 commerces, répartis entre commerces indépendants et enseignes nationales.
L’offre commerciale du centre-ville de Brive est étendue par celle proposée en zones commerciales à l’est comme à l’ouest de Brive[réf. nécessaire].

### Santé et services à la personne
Le Centre Hospitalier de Brive est le premier employeur de la commune après la Mairie avec 1 800 personnes. La Maternité des Trois provinces, un regroupement novateur entre la maternité de l’hôpital et celle de la clinique Saint-Germain atteint 1 400 naissances par an. La Clinique des Cèdres vient compléter l’offre de soin avec une spécialité en chirurgie orthopédique.
La population de Brive est plus âgée que la moyenne nationale. Selon l’INSEE, environ 28 % des habitants du Bassin de Brive ont plus de 60 ans contre 22,6 % en France. De ce fait, le marché des seniors et des services à la personne est en pleine expansion sur le territoire de Brive et sa région.
Le secteur de la santé, sanitaire et social représente environ 15 % des emplois sur l’Agglo de Brive. Depuis 10 ans, l’offre privée dans les services à la personne s’organise et poursuit son essor. En Corrèze, une dizaine d’entreprises de Services à la personne se sont fédérées autour du Groupement des Entreprises de Services à la Personne (GESAP 19) pour mener des actions collectives de promotion et de valorisation du secteur. L’idée première est de développer la lisibilité de l’offre privée dans ce secteur, porté au départ par les collectivités au travers d’associations d’utilité publique.

### Tourisme
Brive est une destination touristique de premier plan pour les vacances (longs et courts séjours) et les séminaires d’entreprise. Elle bénéficie de l’influence majeure de la Vallée de la Dordogne. En 2017, Brive Tourisme a enregistré 118 000 visiteurs sur la saison. Pour les longs séjours, les visiteurs français viennent principalement d’Île-de-France, de l’Ouest Atlantique et du Nord. En week-end et pour les courts séjours, ils arrivent de Bordeaux, Clermont-Ferrand, Saint-Etienne et Lyon. Les visiteurs étrangers viennent de Grande-Bretagne, des Pays-Bas, de la Belgique et de l’Allemagne. En venant à Brive, les visiteurs recherchent davantage la nature et le soleil, une destination paisible pour pratiquer des excursions et des balades en VTT, trouver la fraîcheur des lacs et des grottes et goûter à la gastronomie locale.

## Emploi
Le Bassin de Brive concentre 59 % de l'emploi salarié du département.

### Répartition de l'emploi par secteur d'activité
| Emplois des activités marchandes et agricoles salariés et non salariés | 45 600 |
| ---------------------------------------------------------------------- | ------ |
| Agriculture                                                            | 2 %    |
| Industrie                                                              | 15 %   |
| Construction                                                           | 8 %    |
| Commerce, transport et services divers                                 | 45 %   |
| Administration publique, enseignement, santé et action sociale         | 30 %   |

Source : INSEE, fichier Clap au 01/01/2015 et DIRECCTE

## Culture locale et patrimoine
Le patrimoine historique de Brive est riche et varié et recèle entre autres dix-sept monuments historiques classés ou inscrits à l'inventaire supplémentaire au seul registre de l'architecture.

### Monuments religieux
- La collégiale Saint-Martin (les bâtiments les plus anciens sont du XIe siècle) a été classée monument historique en 1862[141]. Un premier édifice paléochrétien, dont il reste quelques murs dans la crypte, fut édifié sur ce lieu inaccessible par les eaux de la Corrèze. Sur ce lieu fut lapidé saint Martin de Brive, dit « l'Espagnol », en 407. L'actuelle église est une collégiale. Elle abrite entre autres un baptistère monolithe du XIIIe siècle et un bel ensemble de chapiteaux historiés du XIIe siècle dans le chœur et les bras du transept. L'ensemble du bâti a été maintes fois repris tout au long des siècles ;
- couvent des Clarisses (XVIIe siècle), maison Cavaignac. Ce fut le logis de l'abbesse du couvent des Clarisse au XVIIe siècle. Ce bâtiment était relié à l'actuelle école de musique par un cloître. Cet ensemble fut détruit lors de l'ouverture de la rue au XIXe siècle. Ce bâtiment, qui abrite aujourd'hui les archives, fut le premier musée de la ville fondé par l'érudit briviste Ernest Rupin. Dans le jardin Renaissance se trouve Sisyphe, un élément du fond Rupin ;
- La chapelle Saint-Libéral (XVe siècle) : elle est dédiée à un saint local, Libéral, évêque d'Embrun. Cette chapelle, du XVe siècle, aujourd'hui lieu d'expositions, possède un portail de style roman limousin ;
- L'église Saint-Sernin (XIXe siècle) ;
- Église du Sacré-Cœur des Rosiers (moderne).
- Église Saint-Antoine du monastère des Franciscains de Brive-la-Gaillarde, associée au sanctuaire des Grottes de Saint Antoine.
- Église Sainte-Thérèse des Chapélies.
- Église Notre-Dame-de-Lourdes d'Estavel.
- Église Saint-Paul de Rivet.
- Ancienne église Saint-Sernin de Brive-la-Gaillarde. Elle est inscrite à l'Inventaire général du patrimoine culturel[142].

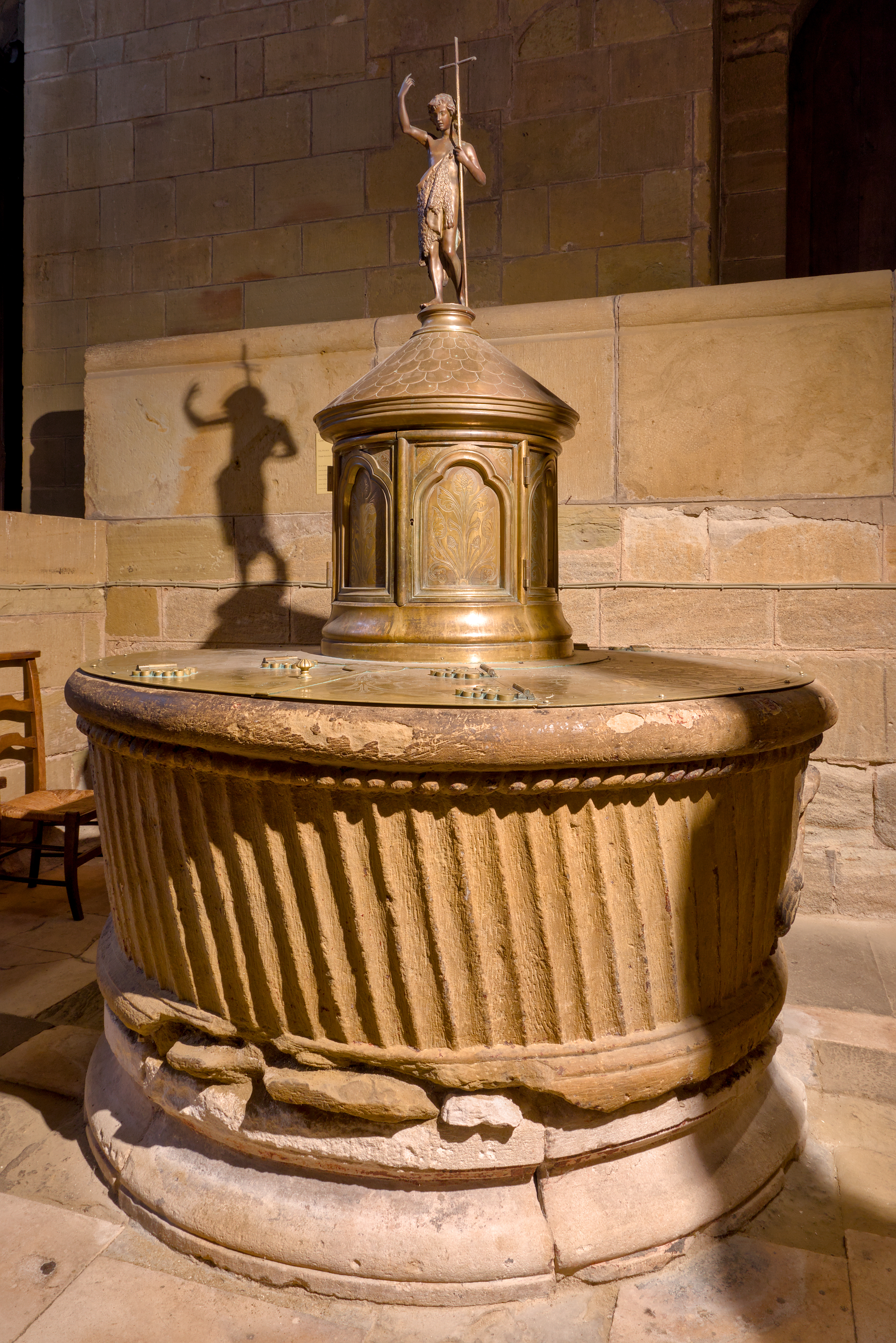
Cuve baptismale (12e siècle) couronnée d'une statuette de Jean-Baptiste (19e siècle), dans la collégiale Saint-Martin.
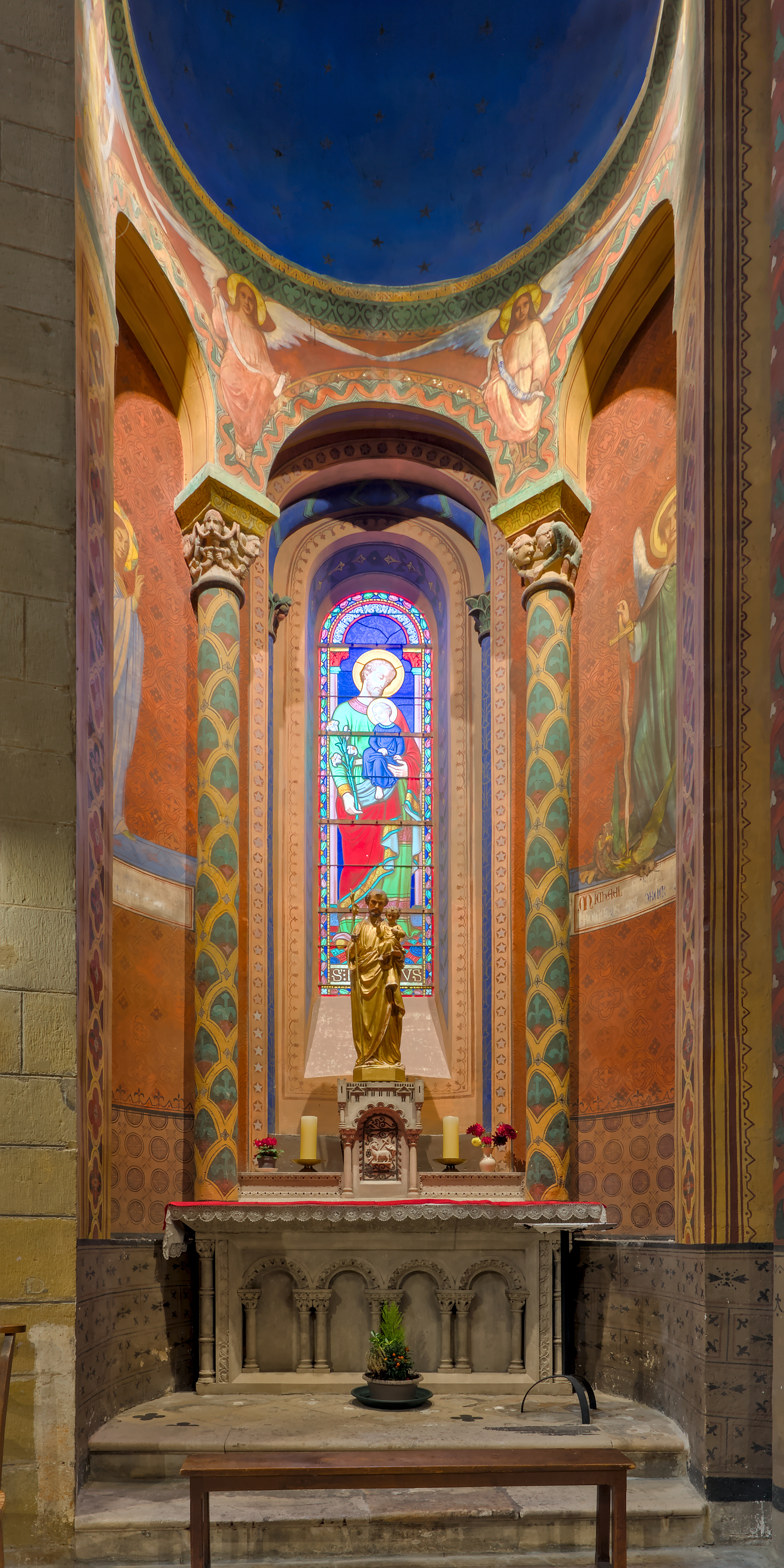
Une chapelle de la collégiale Saint-Martin.
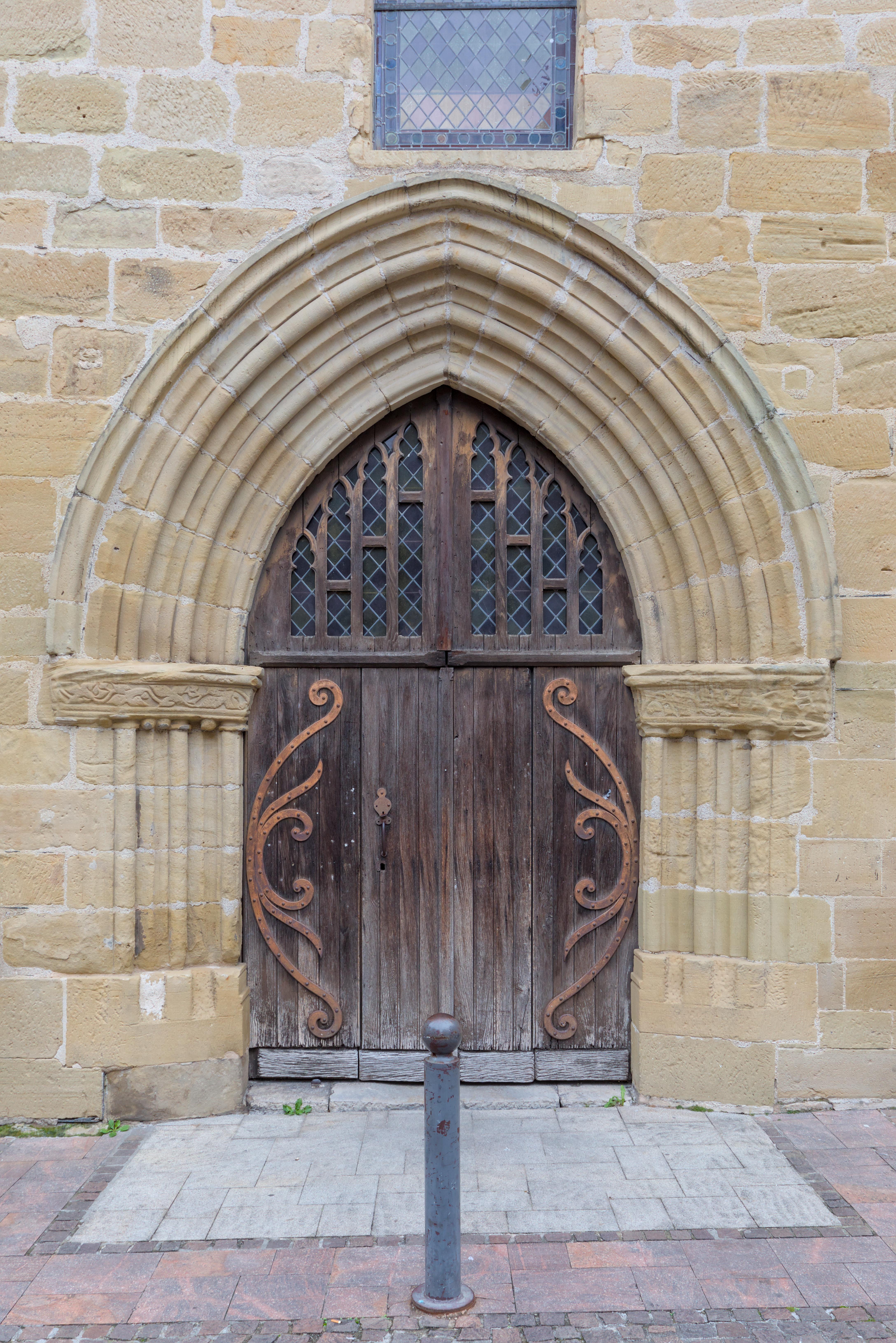
Portail de la chapelle Saint-Libéral.
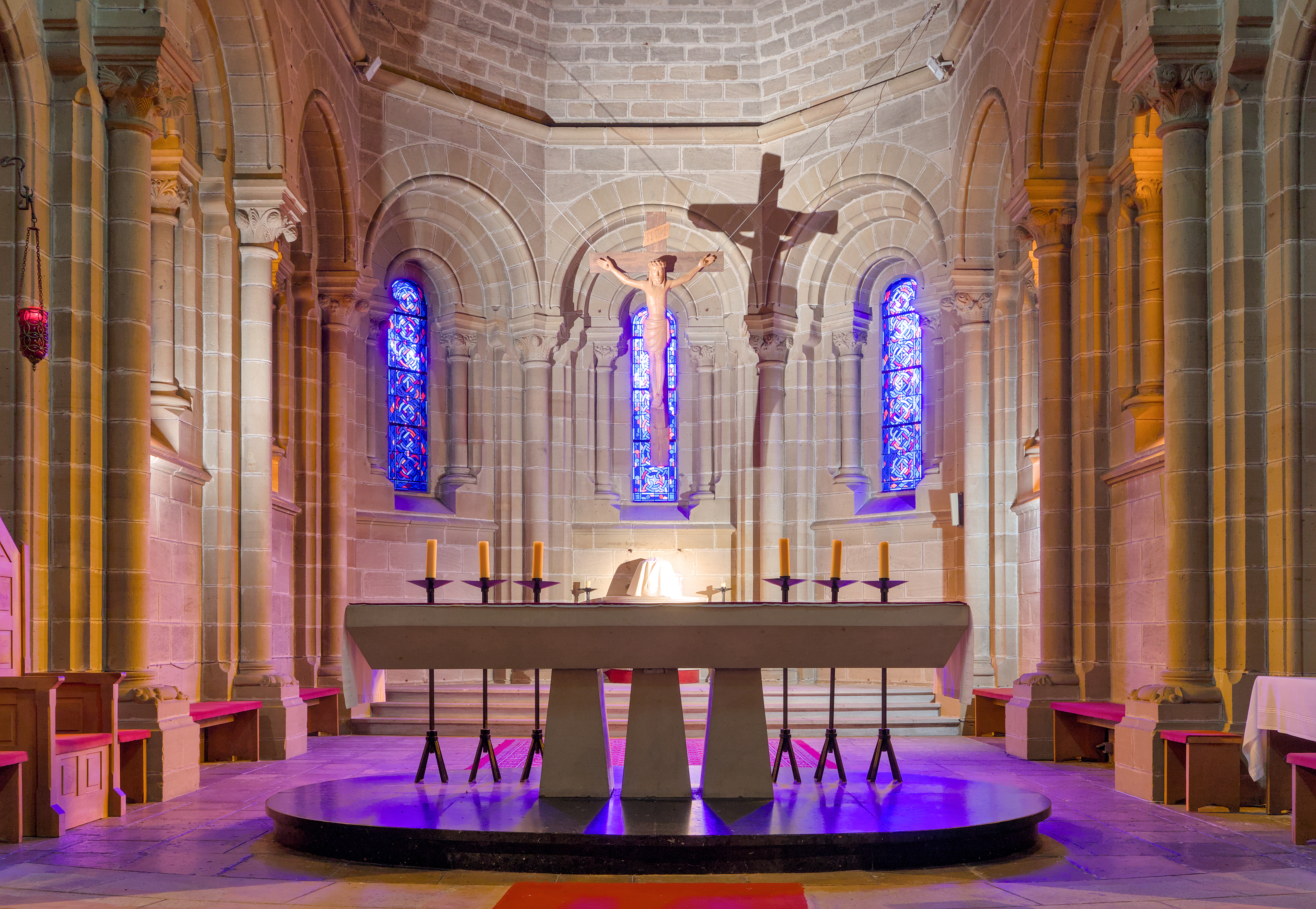
Choeur de l'église Saint-Sernin.
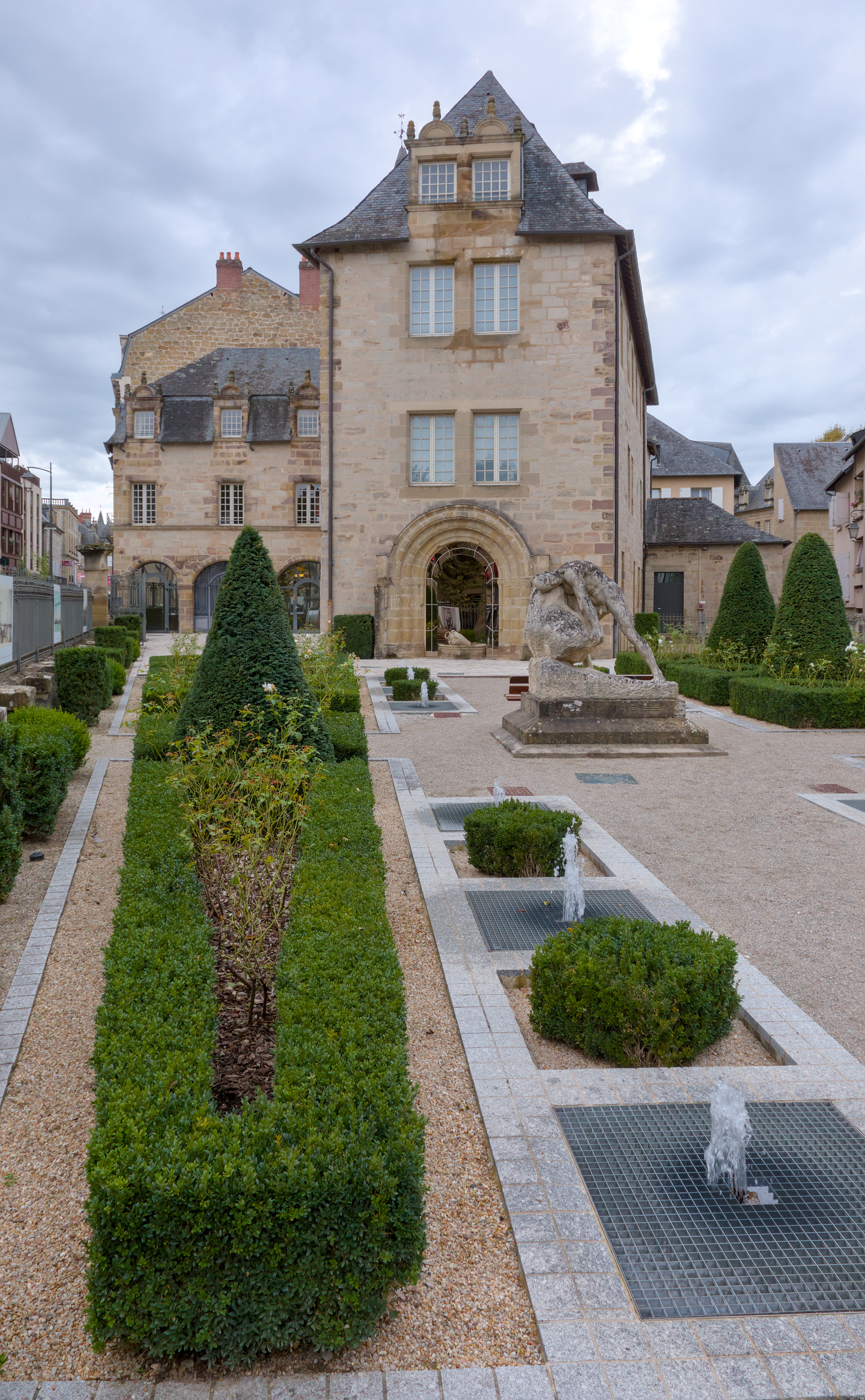
L'ancien logis de l'abbesse des Clarisses.

### Monuments civils
- La tour des Échevins ou maison à tourelles des XVIe et XIXe siècles classée en 1889. Cette tour de la première Renaissance est adossée à une maison noble. Le heurtoir est en forme de salamandre, symbole de François Ier ;
- le collège des Doctrinaires du XVIIe siècle) qui est l'actuel hôtel de ville a été partiellement inscrit en 1926 et partiellement classé en 1943. Ce bâtiment du XVIIe siècle possède une belle colonnade à chapiteaux, en grès de Gramont. La cour d'honneur est bordée de trois bâtiments à deux étages mansardés, surmontés de coquilles ornées de trois boules que l'on retrouve dans beaucoup de constructions nobles du pays de Brive au XVIIe siècle. Ce collège fut fondé par M. de Lestang de Brive, président au Mortier au Parlement de Toulouse. Y firent leurs humanités : le général historien d'Espagnac, l’archevêque diplomate Daniel de Cosnac, le cardinal Dubois, précepteur du régent Philippe d'Orléans puis ministre de Louis XV, le juriste consulte Treilhard et le médecin philosophe Cabanis, tous deux enterrés au Panthéon, l'entomologiste Pierre-André Latreille, le maréchal Brune et l'abbé de Feletz, membre de l'Académie française. À côté du collège se trouve sa chapelle dont le portail est décoré d'un fronton coupé porté par quatre colonnes torses, contre une façade à bossages portant un fronton cintré ;
- le musée Labenche (XVIe siècle). Magnifique bâtiment Renaissance, l'hôtel noble de Labenche fut la demeure du garde des Sceaux du Bas-Limousin de François Ier. C'est actuellement le musée d'art et d'histoire de la ville de Brive. Il abrite les tapisseries du XVIIe de la manufacture anglaise de Mortlake, les accordéons Dedenis, 1re manufacture d'accordéons de la Corrèze au XIXe, un incunable, de très jolies cheminées ;
- hôtel Desbrülys ou Desbruslys (XVIIIe siècle) ;
- hôtel Salès de Marqueyssac (XVIIe siècle) ;
- maison Lalande (XVIIIe siècle) ;
- maison Treilhard (XIIIe siècle-XVIe siècle). Cette maison ancienne présente sur sa façade rue des Prêcheurs une fenêtre triple pouvant remonter à la fin du XIIIe siècle. Sur la rue Basse, la maison présente une belle tour d'escalier flanquée dans sa partie supérieure d'une tourelle en poivrière. C'est dans cette maison qu'est né Jean-Baptiste Treilhard (1742-1810) ;
- maison des Chanoines (XIIIe siècle), 23 rue Charles-Teyssier, face au collège des Doctrinaires ;
- maison Leygonie (XIVe siècle) et partiellement classé en 1943 ;
- hôtel Maillard (XVe siècle) Cette maison de la rue Traversière est recouverte en façade côté place Charles-de-Gaulle d'un parement afin de la mettre en harmonie avec la place rénovée au XIXe ;
- hôtel Quinhart de Maillard (XVe et XIXe siècles) aussi appelé tours de Saint-Martin. Ce bâtiment en retour d'équerre possède trois tourelles, deux escaliers à vis en pierre et gargouilles. M. de Maillard est à l'origine d'un livre de raison continué par deux générations consultable aux archives. La rançon des fils de François Ier fut votée dans ce bâtiment, en 1529 ;
- château d'eau de Brive (XIXe siècle) : haut de 22,50 m, il fut construit en 1834 afin d'alimenter en eaux les fontaines environnantes. L'architecte en fut M. Limousin. L'édifice construit en forme de phare se tient sur une place gagnée sur les marécages au XVIIIe siècle. C'est aujourd'hui le siège de l'office de tourisme ;
- château et parc de Puymège[143] ;
- maison Grivel (XVIIe siècle) ;
- hôtel d'Enval (XVIe siècle) ;
- théâtre de Brive (anciennement le cinéma Splendid) (XXe siècle). La 1re phase de construction se résumait à un bâtiment à un seul niveau, qui fut plus tard rehaussé d'un autre niveau ;
- palais de Justice (XIXe siècle) ;
- pont Cardinal sur la Corrèze, construit en 1734, élargi en 1770 et 1929. Sa construction a été entreprise par Joseph Dubois, frère du cardinal Dubois, maire perpétuel de Brive alors qu'il était directeur général des ponts et chaussées de France.

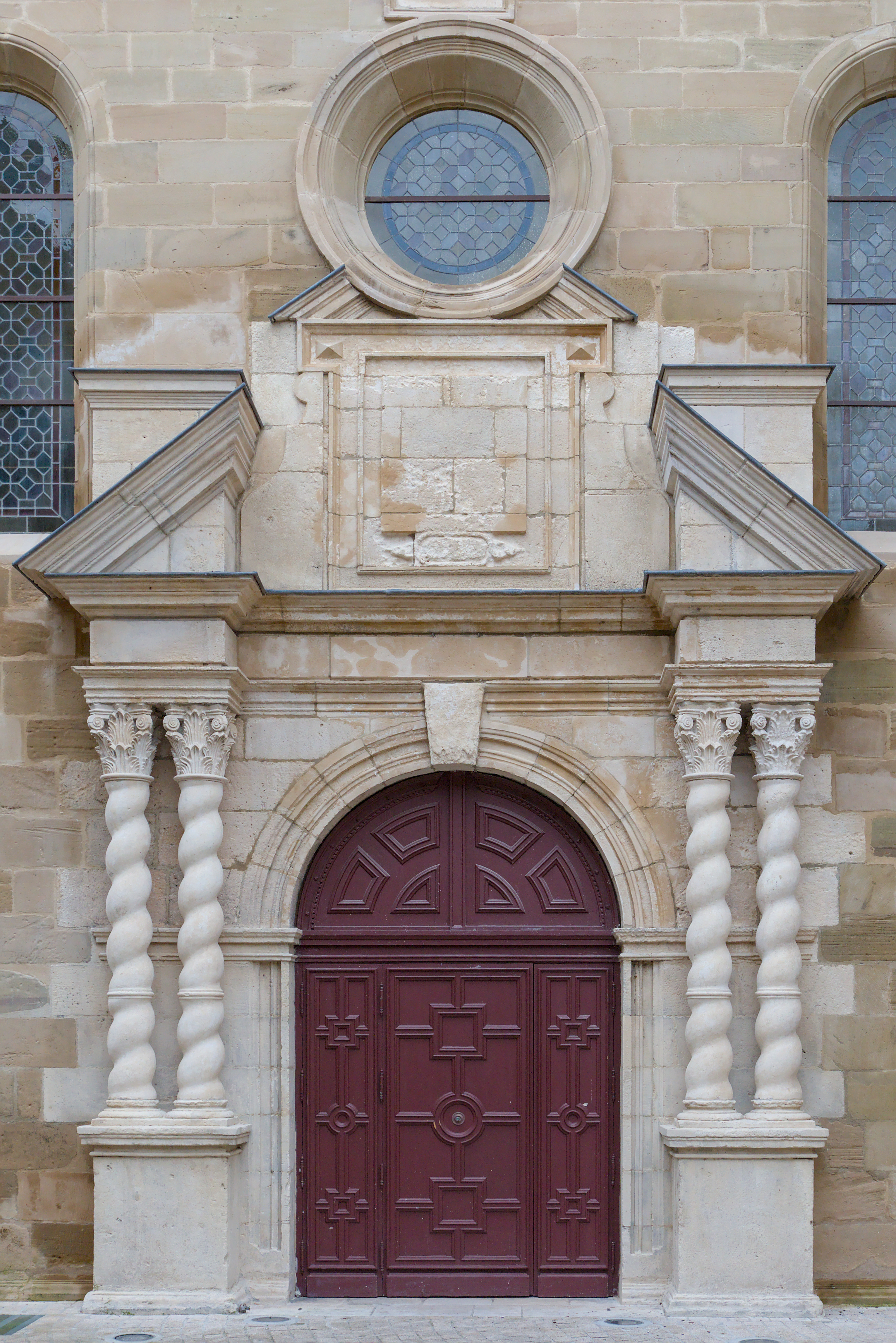
Portail de la chapelle du Collège des Doctrinaires.
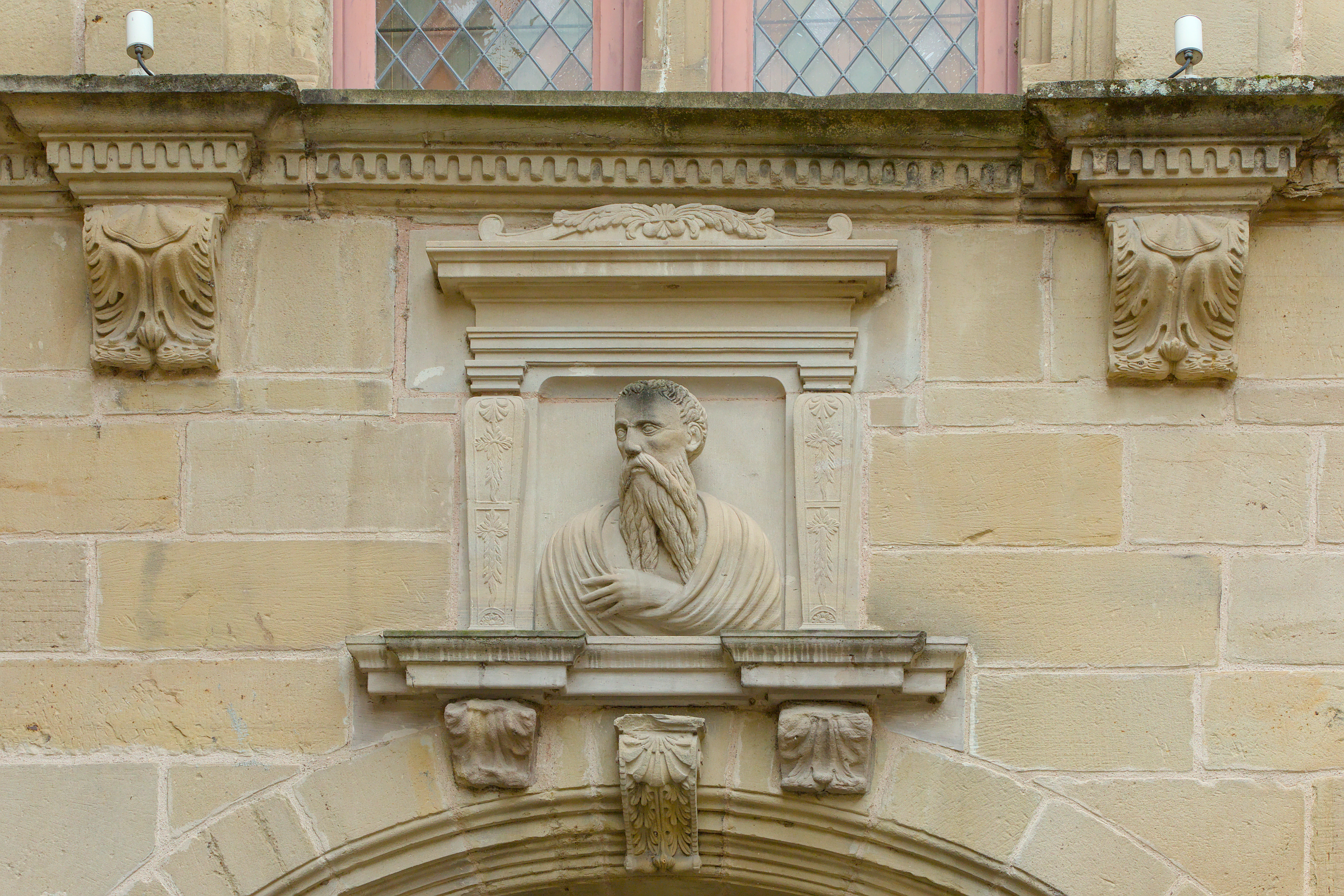
Détail de la façade de l'hôtel Labenche (actuel musée).
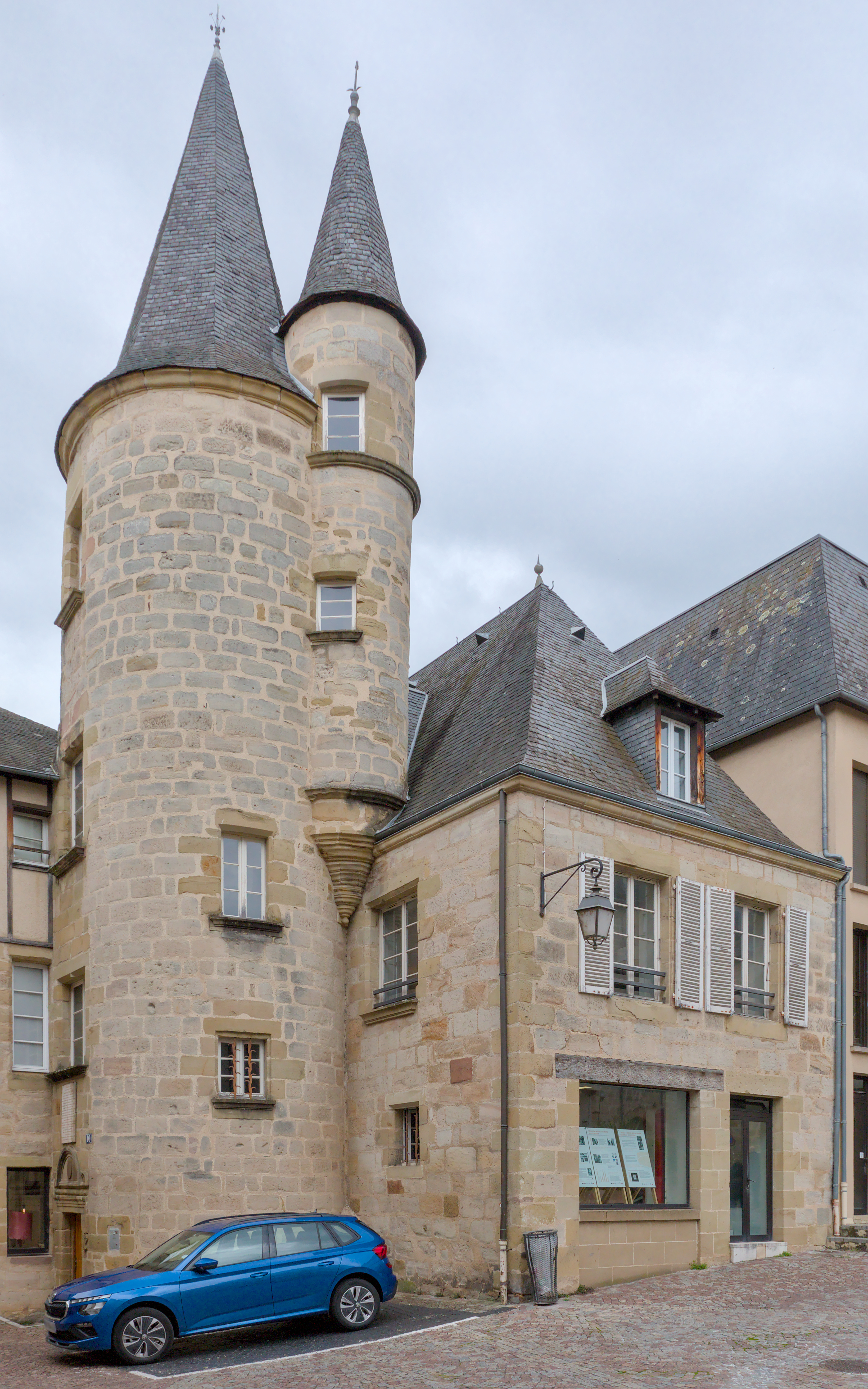
La maison Treilhard.
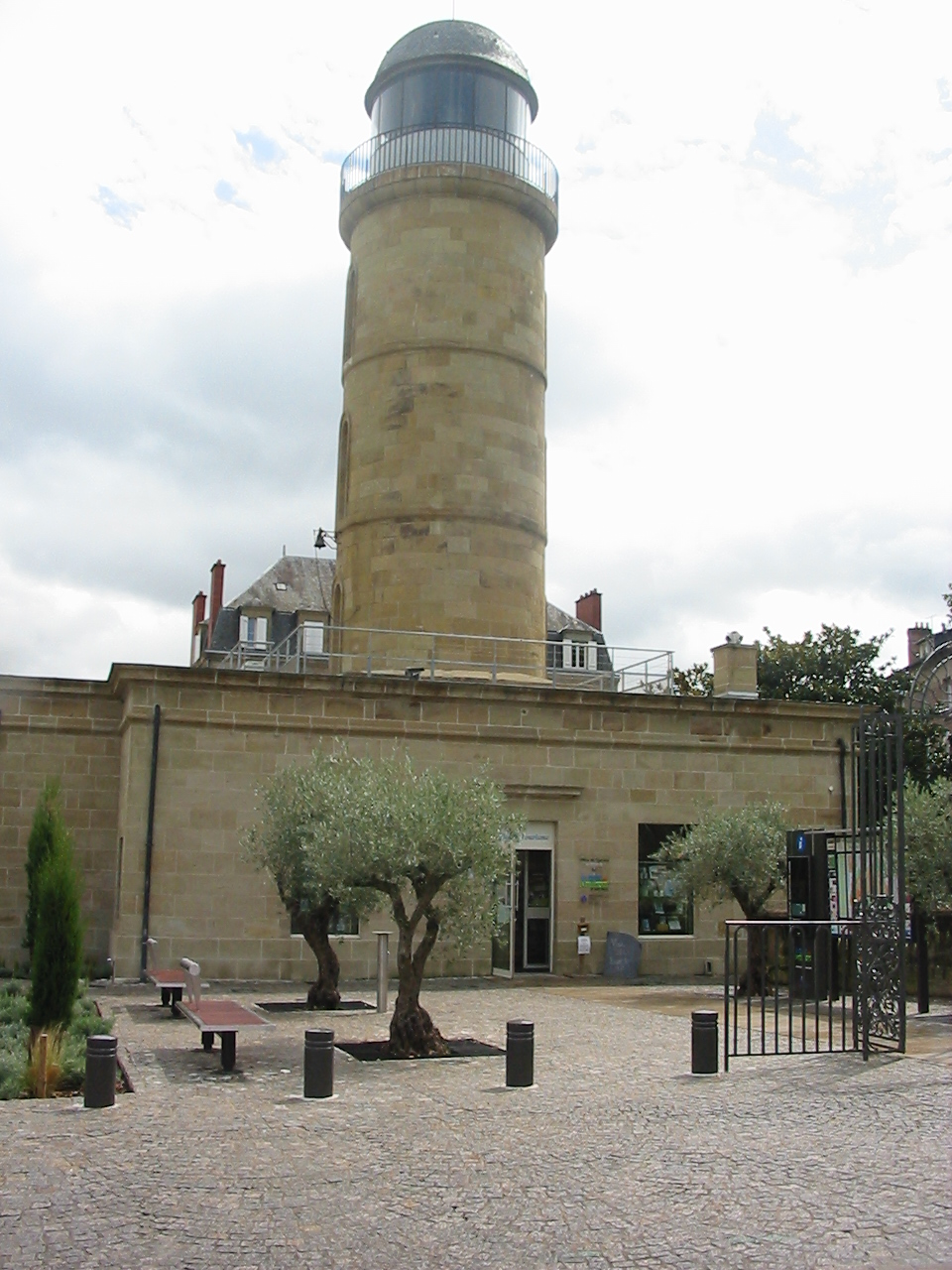
L'office de tourisme de Brive, installé dans l'ancien château d'eau.
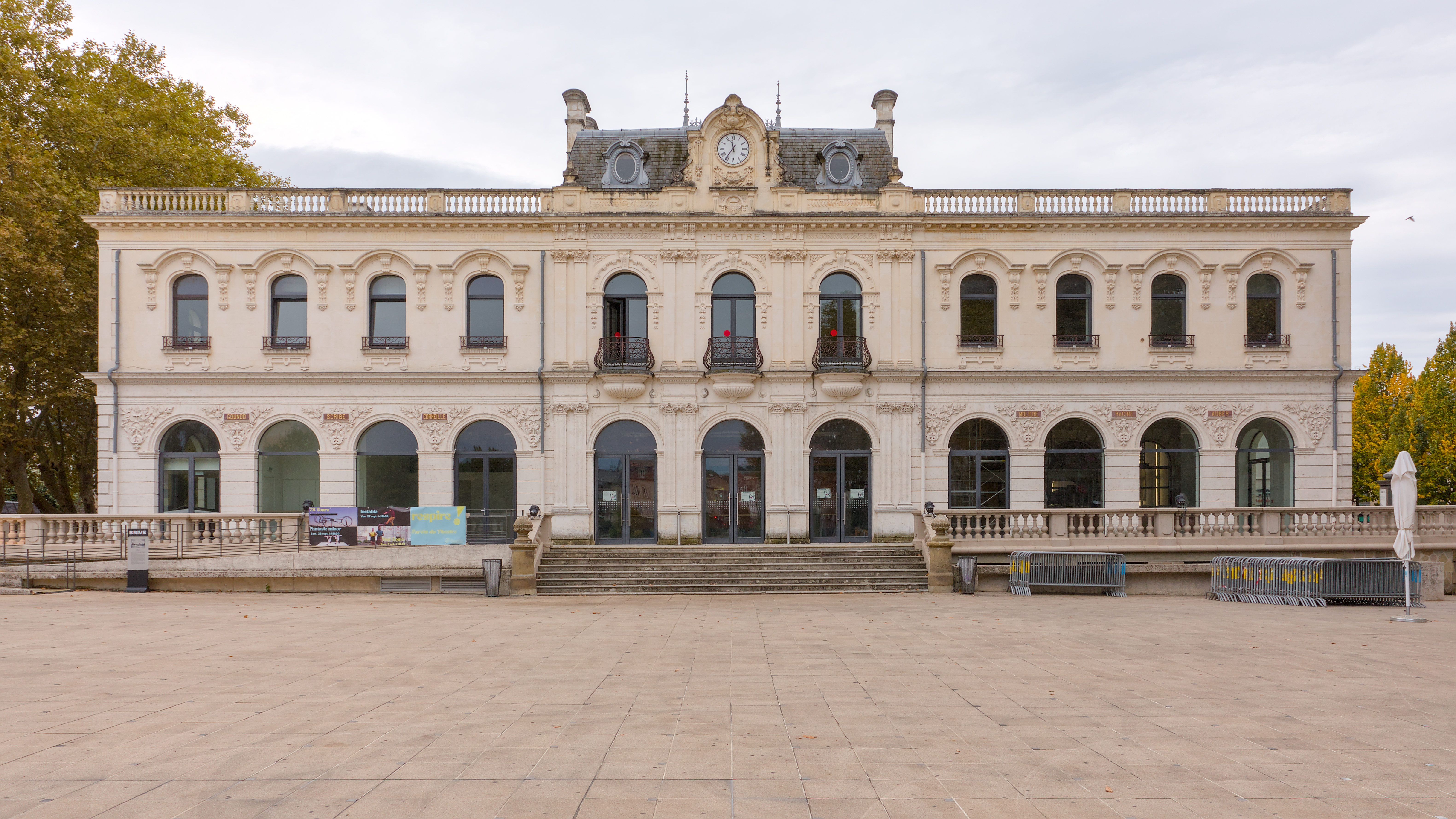
Le théâtre.
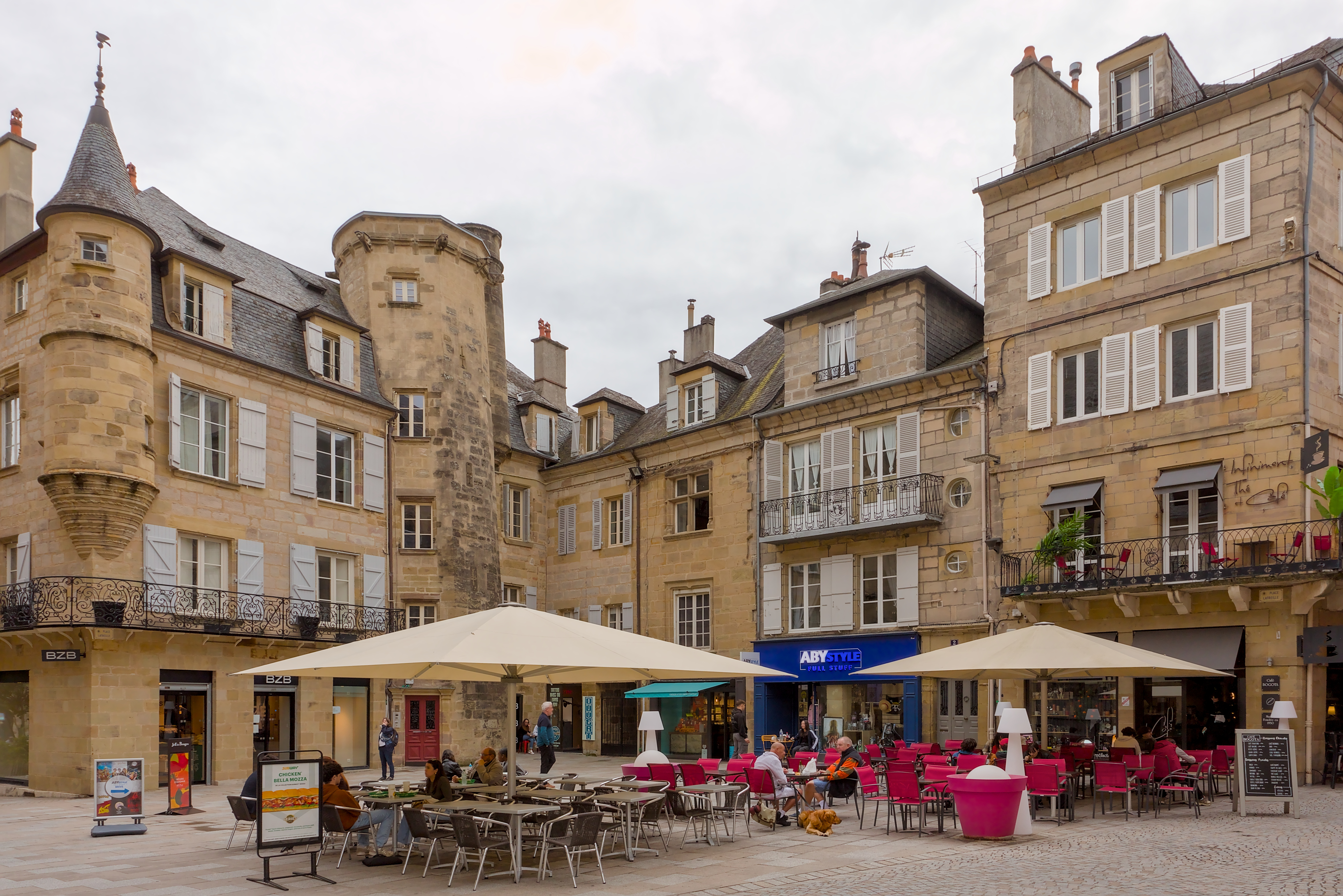
La place Latreille, près de la collégiale.
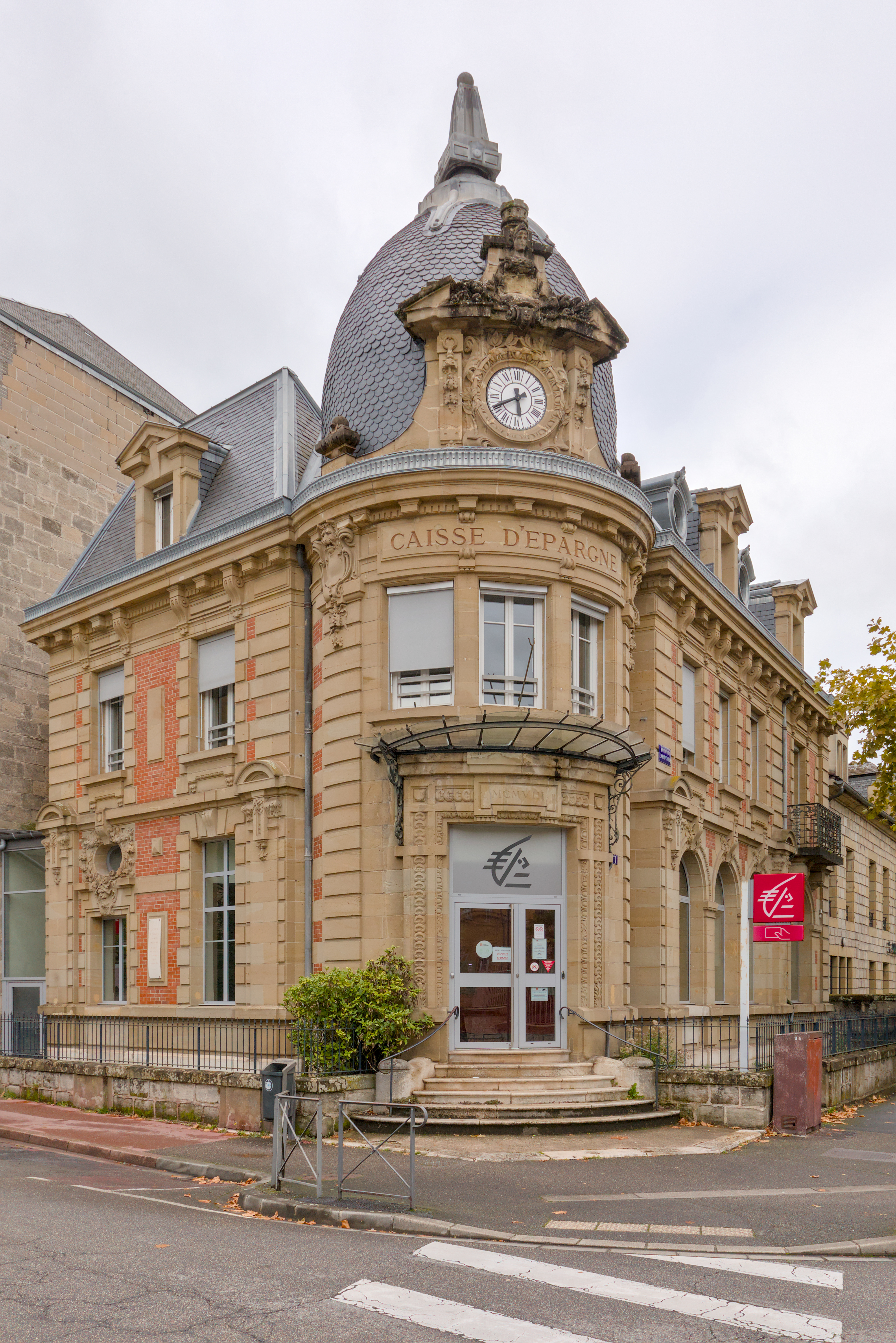
L'hôtel de la Caisse d'Epargne (1909).

### Personnalités liées à la commune

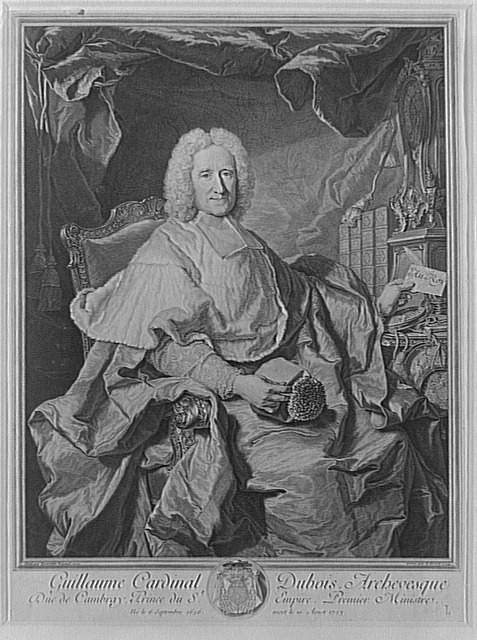
Guillaume Dubois.
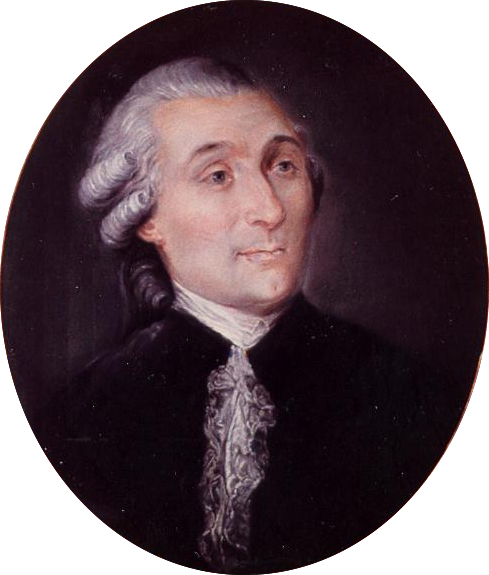
Jean-Baptiste Treilhard.
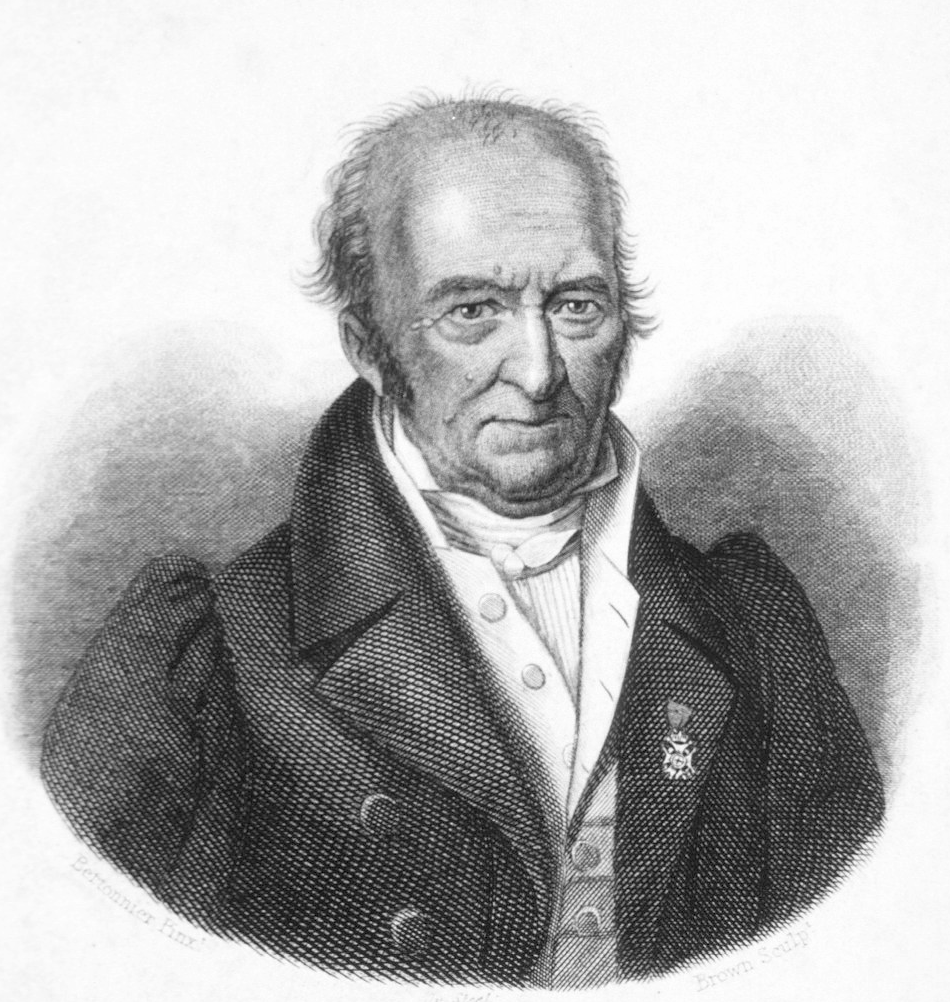
Pierre-André Latreille.
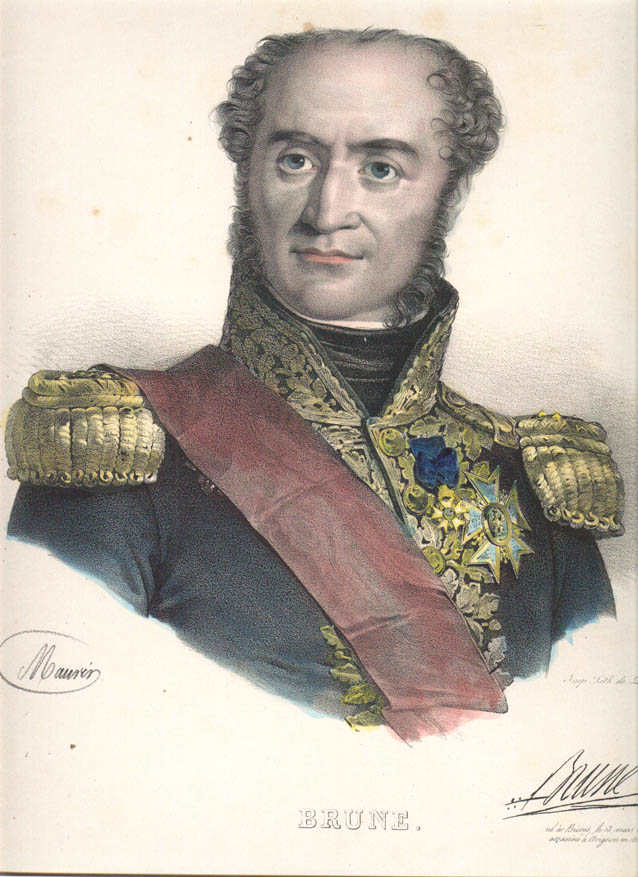
Guillaume Marie-Anne Brune.
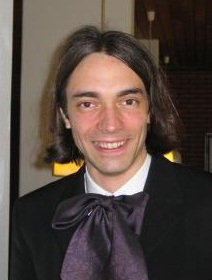
Cédric Villani.

#### Natifs

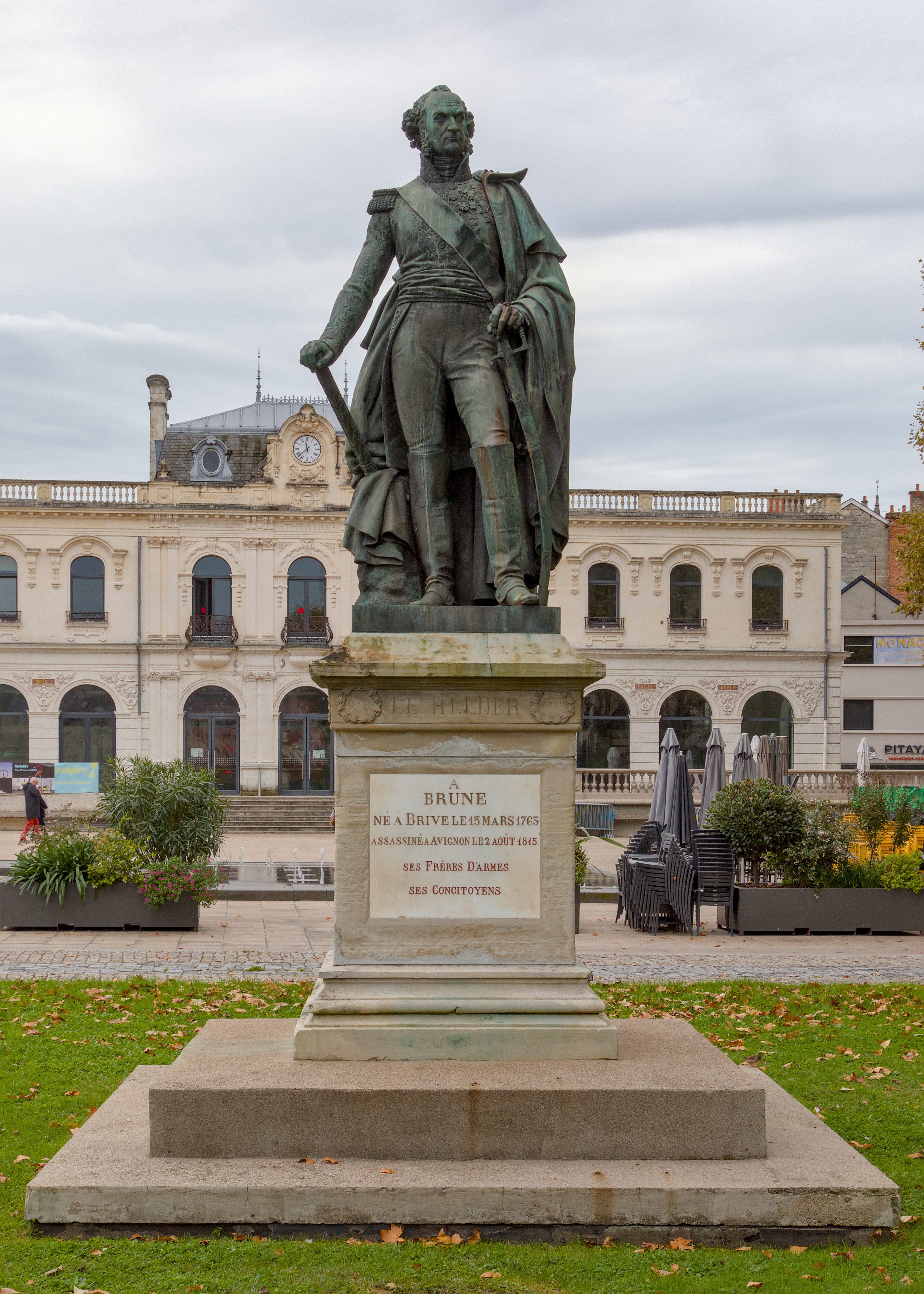
La statue du maréchal Brune, près du théâtre.

- Gondovald, se prétendant fils du roi Clotaire Ier, mais généralement considéré comme un usurpateur, fut proclamé roi à Brive en 584.
- Christophe de Lestang ou de L'Estang, né à Brive en 1560, mort à Carcassonne le 16 août 1621, prélat français, évêque de Lodève puis de Carcassonne.
- Guillaume Dubois (1656-1723), cardinal, homme politique.
- Étienne Polverel (1738-1795), avocat, homme politique, un des premiers abolitionnistes de l'esclavage en France.
- Jean-Baptiste Treilhard (1742-1810), juriste et homme politique.
- Jean-Baptiste Joseph de Sahuguet d'Amarzit d'Espagnac (1713-1783), général français.
- Bernard-François Lidon (1752-1793), négociant et homme politique, président du département de la Corrèze, député.
- Marc René Marie de Sahuguet d'Amarzit d'Espagnac (1752-1794), spéculateur financier.
- Gabriel Malès (1755-1837), député au Conseil des Cinq-Cents.
- Jean Joseph François de Sahuguet d'Amarzit de Laroche (1756-1802), général des armées de la République française.
- Nicolas Ernault de Rignac des Bruslys (1757-1809), général de la Révolution française.
- Pierre-André Latreille (1762-1833), entomologiste, membre de l’Académie des sciences.
- Maréchal Brune (1763-1815), maréchal d’Empire.
- Antoine Louis Popon, baron de Maucune (1772-1824), général des armées de la République et de l'Empire y est né.
- Alexandre d'Alton (1776-1859), général des armées de la République et de l’Empire.
- Jean-Baptiste Grivel (1778-1869), vice-amiral français.
- Hector d'Ussel (1785-1811), héros de l’épopée napoléonienne.
- Amédée Bouyssonie, Paul Bouyssonie et Jean Bouyssonie, découvreurs de la sépulture néandertalienne de l'homme de la Chapelle-aux-Saints.
- Charles Bertrand d'Entraygues (1850-1929), peintre.
- Albéric Cahuet (1877-1942), journaliste et écrivain.
- Noël Bas (1877-1960), vice-champion olympique de gymnastique au concours général, en 1900.
- François Labrousse (1878-1951), homme politique.
- Blanche Selva (1884-1942), pianiste et pédagogue.
- Louis Chadourne (1890-1925), écrivain (frère de Marc).
- Jean Vérines (1894-1943), chef d'escadron à la Garde républicaine, déporté.
- Marc Chadourne (1895-1975), écrivain (frère de Louis).
- Maurice Gleize (1898-1974), réalisateur.
- Robert Margerit (1910-1988), écrivain.
- Michel Peyramaure (1922-2023), écrivain.
- Frédéric Vidalens (1925-2004), peintre.
- Claude Michelet (1938-2022), écrivain.
- Robert Joudoux (1939-2016), historien et homme de lettres.
- Jean-Paul Escande (né en 1939), médecin et universitaire.
- Michel Testut (né en 1943), romancier, poète et nouvelliste.
- Norbert Aujoulat (1946-2011), préhistorien.
- Jean Bourdelle (1947-2006), écrivain et journaliste.
- Patrick Maugein (1947-2006), homme d’affaires.
- Pierre Lagier (né en 1949), journaliste et écrivain.
- Pierre Bergounioux (né en 1949), écrivain.
- Jean-Paul Malaval (né en 1949), écrivain.
- Patrick Sébastien (né en 1953), imitateur, acteur, chanteur, animateur de télévision.
- Dominique Bousquet (né en 1953), homme politique français.
- Michel Doneda (né en 1954), saxophoniste.
- Benoît Rivière (né en 1954), évêque d'Autun, Chalon et Mâcon.
- Xavier Patier (né en 1958), écrivain.
- Pierre-André Valade (né en 1959), chef d’orchestre.
- Salah Aougrout (né en 1961), acteur, animateur de télévision et de radio et scénariste algérien.
- Bernard Thomasson (né en 1962), journaliste et écrivain.
- Stéphane Béchy (né en 1963), claveciniste et organiste.
- Pierre Gaffié (né en 1964), réalisateur et journaliste.
- Nicole Couderc (née vers 1960), écrivaine française.
- Fabienne Eymard, chef cuisinière française.
- Corinne Champougny (née en 1966), écrivain.
- Frédérick Raynal (né en 1966), concepteur de jeux vidéo.
- Alain Roche (né en 1967), footballeur.
- André Heyboer (né en 1971), baryton lyrique.
- Cédric Villani (né en 1973), mathématicien, récipiendaire de la médaille Fields et homme politique français, député pour le mouvement La République en marche ! dans la cinquième circonscription de l'Essonne.
- Cédric Heymans (né en 1978), joueur de rugby à XV.
- Dimitri Yachvili (né en 1980), joueur de rugby à XV.
- Marine Serre (née en 1991), styliste française.
- Damian Penaud (né en 1996), joueur de rugby à XV.

#### Autres
- Charles-Marie de Feletz (1767-1850), académicien ayant fait ses études à Brive.
- Alceste De Ambris (1874-1934), homme politique et syndicaliste révolutionnaire italien, mort à Brive.
- Francis Poulenc (1899-1963), a séjourné au 4, place Krüger (actuelle place Latreille) en 1960[144].
- Edmond Michelet (1899-1970), homme politique, chef du mouvement Combat en Limousin ; arrêté par la Gestapo à Brive en février 1943 ; mort au village de Marcillac, dans la commune de Brive.
- Henri Nouvion (1900-1982), médecin phtisiologue à l'AP-HP, inventeur du « spiroscope compensateur », un modèle de spiromètre hydraulique, mort à Brive.
- Martial Brigouleix (1903-1943), en septembre 1939, il commande la 5e compagnie du 126e RI de Brive.
- Louis Néel (1904-2000), physicien, lauréat du prix Nobel.
- Adrien Faure (1905-1981), résistant membre du mouvement Combat pendant la Seconde Guerre mondiale, déporté en 1944, mort à Brive.
- Raymond Faro (1909-1944), en 1939, il est capitaine au 126e régiment d'infanterie à Brive.
- Maurice Rouel (1910-1987) homme politique français, est décédé à Brive.
- David Feuerwerker (1912-1980), membre du mouvement Combat en Limousin, aux côtés d'Edmond Michelet, rabbin de Brive durant l'Occupation.
- Antoinette Feuerwerker (1912-2003), juriste et éducatrice française, épouse de David Feuerwerker ; membre du mouvement Combat en Limousin aux côtés d'Edmond Michelet.
- Auguste Jarasse (1915-2007), joueur de rugby à XV, mort à Brive.
- Rose Warfman (1916-2016), infirmière et assistante-sociale suisse membre du mouvement Combat en Limousin aux côtés d'Edmond Michelet, arrêtée à Brive, déportée à Auschwitz.
- Pierre Lefranc (1922-2012), résistant qui fut conseiller municipal de Brive.
- Jacques Poirier (1922-2005), il fut l'un des acteurs de la libération de Brive-la-Gaillarde, intervenue le 15 août 1944.
- Édouard Valéry (1924-2010), résistant. Il était ouvrier peintre à Brive avant 1939.
- Pierre Mondy (1925-2012), acteur.
- Amédée Domenech (1933-2003), joueur international de rugby à XV, mort à Brive.
- Claude Morini (pseudonyme de Claude Bourgeau) (1939-1982), artiste peintre et graveur français a fait son service militaire à Brive.
- Joan-Pau Verdier, (1947-2020), chanteur français, mort à Brive.
- Jean-Michel Valade (1953-), historien.
- Tarik Andrieu (1986-), rappeur français connu sous le nom d'Ademo, membre du groupe PNL.
- Nabil Andrieu (1989-), rappeur français surnommé N.O.S, membre du groupe PNL.

### Héraldique
| Blason de Brive-la-Gaillarde | Blason  | D'azur à neuf épis de blé d'or liés par trois en forme de fleurs de lys et posés 2 et 1. Devise / CriBriva Lemovicii inferioris caput (Brive capitale du Bas-Limousin).                                                                                      |
| Blason de Brive-la-Gaillarde | Détails | Les épis de blé en forme de fleur de lys rappellent que la ville de Brive avait choisi l'autorité du roi de France. Le blé représente la richesse agricole de la ville. Blason utilisé depuis longtemps et confirmé par une délibération le 15 janvier 1815. |

### Dans la culture populaire
La chanson Hécatombe de Georges Brassens, datant de 1952, se passe à Brive. En voici le premier couplet :
Au marché de Brive-la-Gaillarde

À propos de bottes d'oignons

Quelques douzaines de gaillardes

Se crêpaient un jour le chignon.

À pied, à cheval, en voiture,

Des gendarmes mal inspirés

Vinrent pour tenter l'aventure

D'interrompre l'échauffourée.
C'est en référence à cette chanson que la halle des producteurs de Brive s'appelle aujourd'hui « halle Georges-Brassens ».
La chanson Quand les andouilles voleront, de Georges Auguste Charles Guibourg, dit Georgius, datant de 1936, indique dans le qu'Onésime Dumou, est natif de Brive-la-Gaillarde. En voici le deuxième couplet :
Question posée par Onésime Dumou, natif de Brive-la-Gaillarde, le jour de son mariage avec Félicie Tapolard :

Monsieur l'maire, faut que j'vous cause

Tout à l'heure, vous avez dit

Qu'la femme, en tout état d'cause,

D'vait suivre partout son mari

Je suis d'nature congestive

Et faut qu'je prenne fréquemment

D'la limonade purgative

Faudra-t-y qu'elle me suive tout l'temps ?

“Tu vas faire un drôle d'époux

Mais ce que j'crois surtout”

Refrain